# Karolína Plíšková
Ne pas confondre avec Kristýna Plíšková, sa sœur jumelle, également joueuse de tennis.
Karolína Plíšková (depuis 2018 épouse Hrdličková), née le 21 mars 1992 à Louny, est une joueuse de tennis tchèque, professionnelle depuis 2009.
Elle se distingue d'abord en 2010 lorsqu'elle remporte l'Open d'Australie junior. Par la suite, elle remporte dix-sept titres en simple (dont neuf Premier) et cinq titres en double. Elle devient la première joueuse tchèque de l'histoire à atteindre la première place au classement WTA (en 2017), à l'issue du tournoi de Wimbledon.
Sa sœur jumelle monozygote Kristýna est aussi une joueuse de tennis.

## Style de jeu
Plíšková possède un très bon service et vise à conclure rapidement les points.

## Carrière

### 2013.1ertitre à Kuala Lumpur et intégration au Top 100
Elle commence l'année par un échec aux qualifications de Brisbane mais empoche trois victoires à Sydney pour intégrer le tableau final. Elle est opposée à la septième mondiale Sara Errani dès le premier tour et s'incline logiquement (1-6, 3-6). Elle dispute la semaine suivante pour la première fois de sa carrière l'Open d'Australie et s'incline contre la Grecque Eléni Daniilídou (5-7, 7-5, 4-6).
Elle n'arrive pas par la suite à sortir des qualifications à l'Open GDF Suez et Dubaï.
Fin février, elle dispute le tournoi de Kuala Lumpur et à la faveur de victoires sur Casey Dellacqua (6-3, 6-2), Patricia Mayr (7-5, 6-1) et des Japonaises Misaki Doi (6-4, 7-6) et Ayumi Morita (6-0, 6-2), elle accède à sa première finale sur le circuit WTA sans perdre un set. Elle remporte le titre en renversant l'Américaine Bethanie Mattek-Sands (1-6, 7-5, 6-3), 197e mondiale. Ce premier titre lui permet d'accéder au Top 100 pour la première fois de sa carrière.
Si elle perd au premier tour des qualifications à Indian Wells, ce n'est pas le cas à Miami où elle remporte son premier match dans le tableau final d'un WTA 1000 contre la Tchèque Lucie Hradecká (6-2, 6-1) et s'incline en offrant une belle résistance à Caroline Wozniacki, neuvième mondiale (7-5, 3-6, 3-6) au tour suivant. 
Début avril elle bat l'Espagnole María Teresa Torró Flor (6-1, 3-6, 6-0) et l'Estonienne Kaia Kanepi (7-5, 6-3) pour atteindre les quarts de finale à Katowice, s'inclinant sèchement devant l'Italienne Roberta Vinci (1-6, 0-6). Ce sera son meilleur résultat durant toute la tournée sur ocre, perdant d'entrée à Marrakech, Strasbourg et Roland Garros et ne parvenant pas à s'extirper des qualifications à Charleston et Madrid.
Elle retrouve des couleurs sur gazon avec un titre ITF à Nottingham et une première victoire en Grand Chelem sur Nadia Petrova, seizième au classement WTA (6-3, 6-2) à Wimbledon. Les mois suivants restent néanmoins compliqués pour elle, avec quatre victoires en seize matchs sur le circuit WTA. Elle termine néanmoins l'année 67e.

### 2014.2eet3etitres à Séoul et Linz, 3 finales et entrée dans le Top 30
La Tchèque comment l'année par un deuxième tour à Auckland (battue par Kirsten Flipkens) et à l'Open d'Australie (éliminée par Daniela Hantuchová au bout d'un troisième set disputé). 
Elle s'envole ensuite pour la Thaïlande et s'impose à Pattaya devant l'Américaine Bethanie Mattek-Sands (6-2, 6-4), la Russe qualifiée (4-6, 6-3, 6-4), la Roumaine tête de série numéro trois Sorana Cîrstea (1-6, 7-6, 6-0) et l'Allemande (6-3, 4-6, 6-3).  Elle s'incline néanmoins pour la première fois de sa carrière en finale d'un tournoi WTA contre une autre Russe, Ekaterina Makarova (3-6, 6-7).
Elle enchaîne les semaines suivantes quelques résultats corrects, dont un deuxième tour à Doha (perdu contre la neuvième mondiale Angelique Kerber), sort des qualifications à Dubaï (battue de nouveau par la Belge Kirsten Flipkens), un troisième tour à Indian Wells (sa meilleure performance dans un tournoi WTA 1000, éliminée par Na Li, numéro deux et vainqueur de l'Open d'Australie quelques semaines plus tôt). Elle s'incline d'entrée à Miami contre une autre Chinoise Peng Shuai (5-7, 0-6) puis en quarts de finale à Monterrey contre l'ancienne numéro une danoise Caroline Wozniacki en trois sets (7-6, 3-6, 3-6). Défendant son titre à Kuala Lumpur, elle bat trois joueuses hors du Top 100 (Aleksandra Krunić, Duan Ying-Ying et Çağla Büyükakçay) mais est sortie en demi-finale par la dixième mondiale Dominika Cibulková (7-6, 3-6, 3-6), finaliste à l'Open d'Australie en début d'année.
Elle améliore ses résultats sur terre battue en sortant des qualifications à Madrid et en rejoignant sa deuxième finale de l'année à Nuremberg. Elle bat pour cela l'Autrichienne Yvonne Meusburger (6-3, 6-4), la Belge Alison Van Uytvanck (7-6, 6-3), prend sa revanche sur la locale Angelique Kerber (7-6, 6-4) en quarts de finale, sa première victoire sur une joueuse membre du Top 10. Elle renverse Elina Svitolina en demi-finale (2-6, 6-1, 6-2) mais perd sa deuxième finale de l'année contre la Canadienne Eugenie Bouchard, demi-finaliste au Grand Chelem australien et future finaliste de Wimbledon cette année-là (2-6, 6-4, 3-6). 
Elle passe fin mai un tour à Roland Garros et est sortie par Agnieszka Radwańska, troisième joueuse mondiale (3-6, 4-6). Sa saison sur gazon n'est pas terrible avec une sortie d'entrée à Birmingham, au deuxième tour à Wimbledon et un échec en qualifications à Eastbourne. Elle atteint les quarts de finale à Bad Gastein et Istanbul en juillet puis le deuxième tour à Stanford (sortie par la numéro un Serena Williams, 5-7, 2-6). Elle sort des qualifications à Montréal pour rejoindre un deuxième tour puis échoue en qualifications à Cintinnati et New Haven. Alignée à l'US Open, elle bat pour la deuxième fois de l'année Yvonne Meusburger (6-2, 6-2) puis s'impose contre Ana Ivanović, sa première victoire sur une Top 10 sur dur (7-5, 6-4). Elle est stoppée par l'Australienne Casey Dellacqua au troisième tour (3-6, 6-3, 4-6).
En forme, elle enchaîne en septembre deux finales. La première est à Hong Kong où elle remporte des victoires sur Polona Hercog (2-6, 6-4, 6-3), Mónica Puig (6-3, 6-4), Zheng Jie (6-1, 6-3) et Alison Van Uytvanck (6-1, 4-6, 6-4). Elle perd néanmoins sa troisième finale de l'année contre la tête de série numéro une, Sabine Lisicki (5-7, 3-6). La semaine suivante elle enchaîne à Séoul en sortant Julia Glushko (6-1, 6-2), Anna-Lena Friedsam (6-4, 6-7, 6-2), la qualifiée Nicole Gibbs (6-3, 6-4), l'invité surprise Maria Kirilenko en demi-finale (4-6, 7-6, 6-3) et l'Américaine Varvara Lepchenko (6-3, 6-7, 6-2) en finale pour remporter son deuxième titre.
Elle s'impose au WTA 1000 de Wuhan contre Samantha Stosur (6-4, 6-4) et Andrea Petkovic sur le même score pour aller en huitième de finale. Elle est arrêtée par sa compatriote numéro trois mondiale Petra Kvitová (3-6, 6-2, 4-6), victorieuse quelques mois plus tôt à Wimbledon.
Sa fin de saison est plutôt positif malgré une sortie d'entrée à Pékin et Moscou car elle atteint une cinquième finale cette année à Linz. Elle prend sa revanche sur Kirsten Flipkens (6-2, 6-4), sort les Allemandes Mona Barthel (6-4, 6-2) et Anna-Lena Friedsam (2-6, 6-3, 6-3) et l'Américaine qualifiée Madison Brengle (6-4, 6-4) pour cela. Elle s'impose dans un match très serré contre l'Italienne Camila Giorgi (6-7, 6-3, 7-6) et remporte son second titre de la saison.

### 2015. Première finale de Premier 5, du Mastersbiset entrée dans le top 10
En janvier, Karolina atteint la finale du tournoi Premier de Sydney, battant Carla Suárez Navarro (4-6, 6-4, 6-0) en quart et Angelique Kerber (6-3, 6-2) en demie. Avant de caler dans un match très serré (65-7, 66-7) contre sa compatriote Petra Kvitová lors de la finale.
Elle participe au tournoi de Dubaï en février et parvient à dominer dans l'ordre : Anastasia Pavlyuchenkova, Barbora Strýcová chaque fois en deux sets sec, après la tête de série no 4 Ana Ivanović (6-2, 4-6, 6-4). Puis une autre compatriote en quart avec Lucie Šafářová dans un match accroché (3-6, 7-65, 6-1) en renversant le score et la tendance, puis en demi-finale la jeune espagnole Garbiñe Muguruza dans un match à nouveau compliqué (6-4, 5-7, 7-5) bouclé au bout du suspense, et se qualifiant pour sa première finale de Premier 5. Elle perd contre Simona Halep (4-6, 64-7) après une semaine fatigante. Puis Doha et Indian Wells sont moins fructueux où elle perd dès le deuxième tour (Doha) contre Carla Suárez Navarro en deux set et au quatrième tour (Indian Wells) contre Simona Halep à nouveau en deux manches. S'ensuit le tournoi Floridien de Miami où elle s'incline en quart de finale face à Andrea Petkovic (4-6, 2-6) en 1h15.
Fin avril, elle commence sa saison de terre battue à Prague chez elle parvenant en finale où elle domine sa compatriote Lucie Hradecká dans un match accroché (trois sets sont nécessaires) remportant ainsi son quatrième titre en carrière. Avant de poursuivre d'une bien mauvaise manière en ne remportant que deux matchs sur les trois autres tournois joués en comptant Madrid, Rome, et Roland-Garros.
Sa saison sur gazon ressemble à celle sur ocre : une finale (sa première en carrière sur herbe) perdue face à Angelique Kerber (7-65, 3-6, 64-7) lors du tournoi de Birmingham au bout d'une énorme bataille parvenant à remporter la première manche mais lâchant progressivement le fil du match. Où elle aura éliminé Carla Suárez Navarro en quart et Kristina Mladenovic en demi-finale. Avant de perdre prématurément à Eastbourne et à Wimbledon. Bilan de sa saison sur gazon : six victoires pour trois défaites.
Elle retourne en Amérique début août pour la deuxième session sur dur et perd une fois de plus contre Angelique Kerber (3-6, 7-5, 4-6) en finale de Stanford après avoir tenu trois sets mais Pliskova n'a pas tout perdu: elle va rentrer lundi pour la première fois de sa carrière dans le top 10 mondial. New Haven la voit parvenir en quart après avoir sorti Polona Hercog et Olga Savchuk. Elle s'incline malgré cela face à Lesia Tsurenko.
La saison asiatique est davantage fructueuse avec un quart de finale perdu à Tokyo face à Agnieszka Radwańska future gagnante, même chose à Wuhan où elle est sortie par Roberta Vinci en deux manches, tandis qu'à Tianjin elle parvient jusqu'en demi-finale perdant encore contre Agnieszka Radwańska. Ce n'est pas tout puisque la jeune Tchèque parvient pour la première fois de sa carrière en finale du Masters Bis à Zhuhai après sa belle année, gagnant ses deux matchs de poule contre Jelena Janković et Sara Errani, puis battant facilement (6-3, 6-1) en demi Elina Svitolina. Elle perd devant Venus Williams (5-7, 66-7) en un peu plus de deux heures et s'approchant doucement du top 10.

### 2016. Titre Premier 5 à Cincinnati, première finale enGrand Chelemà l'US Open et entrée dans le top 5
Après un début compliqué, en mars à Indian Wells, Karolina réalise un bon parcours, parvenant à battre facilement Shelby Rogers et Ana Ivanović, puis battant difficilement (7-62, 3-6, 6-3) Johanna Konta en huitième avant de vaincre Daria Kasatkina (6-3, 6-2) pour se qualifier pour le dernier carré. Elle perdra dans un match serré et compliqué contre la future lauréate Victoria Azarenka (61-7, 6-1, 2-6) après 2h06 de jeu.
En juin elle signe deux très bons tournois avec un titre à Nottingham en tant que tête de série numéro un. Elle ne perd qu'un set contre Anastasija Sevastova au premier tour et bat Alison Riske en finale dans la douleur en deux heures (7-68, 7-5), pour remporter son 5e titre en carrière. Puis à Eastbourne, elle bat Daria Gavrilova, Misaki Doi, Elena Vesnina en deux manches et Johanna Konta (65-7, 6-3, 6-3), pour se qualifier en finale. Elle finit par perdre (5-7, 3-6) face à Dominika Cibulková.
En août, au tournoi de Cincinnati alors 17e mondiale, elle passe ses premiers tours facilement en ayant aucune oppositions. Puis elle accélère dans les derniers tours, pour battre la 10e mondiale Svetlana Kuznetsova (6-3, 4-6, 6-2) en quart dans un bon match. Avant de démolir l'Espagnole, 3e mondiale Garbiñe Muguruza, (6-1, 6-3) en tout juste une heure pour les demies. Avant d'expédier sa finale contre l'Allemande Angelique Kerber 2e mondiale, (6-3, 6-1) aussi rapidement (une heure et deux minutes de jeu) en commettant que six fautes directes, malgré tout fatiguée de l'enchaînement de ses matchs. Mais elle parvient à s'adjuger le plus beau titre de sa carrière, un tournoi Premier 5, en disputant sa deuxième finale après celle perdue à Dubaï en 2015,.
Pour l'US Open, elle passe ses trois premiers tours facilement contre Sofia Kenin, Montserrat González et Anastasia Pavlyuchenkova. Puis en huitième, elle écarte une balle de match contre la 6e mondiale Venus Williams, s'imposant finalement (4-6, 6-4, 7-63) en près de deux heures et demie de jeu, et se qualifiant pour son premier quart en Grand Chelem. Elle passe facilement (6-2, 6-2) en moins d'une heure la Croate Ana Konjuh 92e mondiale, la surprise du tournoi de seulement 18 ans, pour se qualifier pour les demi-finales. Elle crée ensuite la sensation en dominant Serena Williams, no 1 mondiale, en deux sets (6-2, 7-65 en 1 h 25 de jeu) réalisant un super match, et se qualifie ainsi pour sa première finale de Grand Chelem à 24 ans, tout en ayant battu les deux sœurs Williams dans le même tournoi et une première Tchèque en finale depuis Helena Sukova, en 1993. Elle s'incline en finale face à la no 2 mondiale, Angelique Kerber (3-6, 6-4, 4-6) dans un match accroché de plus de deux heures où elle menait 3-1 dans l'ultime manche avant de craquer et commettant 47 fautes directes au total,.
En octobre, à l'issue du tournoi de Pékin malgré son élimination (1-6, 6-3, 62-7) en huitième contre Johanna Konta, future finaliste de l'épreuve, elle intègre le Top 5 pour la première fois, rejoignant donc Petra Kvitová dans le cercle fermé des joueuses tchèques à accéder au sommet de la hiérarchie (depuis 2011) en faveur de son excellente saison et de ses nombreux titres et finales disputées en trois ans (2013-2016). Et elle se qualifie le 5 octobre pour le Masters de Singapour pour la première fois, débutant le 23 octobre. Placée dans le groupe Blanc avec Garbiñe Muguruza qu'elle bat (6-2, 65-7, 7-5) dans un match serré mais gérant bien son début de poule, puis Svetlana Kuznetsova où elle réalise également un bon match de 2h17 mais le perdra finalement (6-3, 2-6, 66-7), et échouera pour se qualifier pour les demi-finales en perdant contre Agnieszka Radwańska (5-7, 3-6) en 1h18.

### 2017. Titres Premier, demi-finale à Roland-Garros etno1mondiale
Plíšková entame sa saison 2017 au tournoi de Brisbane. Après deux tours faciles, elle bat Roberta Vinci en quart de finale (3-6, 6-2, 6-2), puis Elina Svitolina (6-2, 6-4) en demi-finale. Elle affronte la Française Alizé Cornet, auteure d'un très bon tournoi, pour le titre. Elle la vainc facilement en une heure (6-0, 6-3) et s'adjuge de fait son septième titre en simple, le premier dans la catégorie Premier.
À l'issue de cette semaine, elle reprend la 5e place du classement mondial, et aborde avec confiance l'Open d'Australie. Si elle ne perd que quatre jeux sur ses deux premiers tours, elle éprouve plus de difficultés face à la jeune Jeļena Ostapenko : elle perd la première manche, puis inflige ensuite une roue de bicyclette à son adversaire. Elle est menée 2-5 dans l'ultime manche, mais fait preuve de mental pour remonter le double-break, et gagner le match (4-6, 6-0, 10-8). Elle vainc ensuite plus facilement la locale Daria Gavrilova (6-3, 6-3), pour ainsi se qualifier pour son premier quart de finale à Melbourne. Elle subit cependant sa première défaite de la saison contre la surprenante Croate de 34 ans, Mirjana Lučić-Baroni (4-6, 6-3, 4-6) en 1 h 47. Elle atteint le 3e rang mondial à l'issue de la quinzaine australienne.
En février, le tournoi de Doha lui permet de s'imposer à nouveau dans un tournoi Premier. À l'issue d'une semaine fortement perturbée par la pluie, elle élimine en demi-finale Dominika Cibulková, no 5 mondiale, puis en finale la Danoise Caroline Wozniacki (6-3, 6-4).
Lors de la tournée américaine en mars, Karolína Plíšková prend part aux tournois d'Indian Wells puis de Miami. En Californie d'abord, elle atteint, comme l'an passé, le dernier carré en battant successivement Mónica Puig (1-6, 6-4, 6-4), Irina-Camelia Begu (6-4, 7-62), Timea Bacsinszky (sur abandon), puis la 7e mondiale Garbiñe Muguruza (7-62, 7-65) dans un match intense et de bonne qualité tennistique. La Russe Svetlana Kuznetsova, no 8 mondiale, lui barre la route de la finale, au terme d'un match également serré de presque deux heures. Ensuite, à Miami, elle parvient également en demi-finale, au bénéfice de victoires sans set perdu sur Madison Brengle, Yulia Putintseva, Barbora Strýcová (6-1, 6-4) et Mirjana Lučić-Baroni (6-3, 6-4). La Danoise Caroline Wozniacki prend ensuite sa revanche de Doha et, malgré la perte du premier set, la bat nettement en 2 h 16 (7-5, 1-6, 1-6).
La Tchèque poursuit sa saison sur la terre battue de Stuttgart où elle perd en quart de finale contre la future lauréate Laura Siegemund (63-7, 7-5, 3-6), puis à Prague où elle s'incline d'entrée face à Camila Giorgi. À l'Open de Madrid, elle passe difficilement Lesia Tsurenko, puis est battue par la Lettonne Anastasija Sevastova (3-6, 3-6), future demi-finaliste. À Rome, elle atteint les quarts de finale en passant Lauren Davis et Timea Bacsinszky (6-1, 7-5), mais perd contre Elina Svitolina (2-6, 69-7), future lauréate, dans un dernier set à suspense. Enfin, à Roland-Garros, troisième levée du Grand Chelem, la fin de saison de Serena Williams et la défaite d'entrée d'Angelique Kerber lui laissent l'opportunité de prendre la première place mondiale en cas d'accession à la finale. Elle n'affronte aucune joueuse du top 50 jusqu'en quart, mais perd deux sets face à Ekaterina Alexandrova au 2e tour (6-2, 4-6, 6-3) puis Verónica Cepede Royg (2-6, 6-3, 6-4) en huitième. Elle sort ensuite victorieuse de son quart contre la Française Caroline Garcia (7-63, 6-4),. Elle est néanmoins battue par la tête de série no 3 Simona Halep en 3 sets (4-6, 6-3, 3-6) après deux heures de jeu qui perdra en finale, et manque de fait l'opportunité d'accéder au trône mondial.
Par la suite, la courte période sur gazon lui donne à nouveau l'occasion de devenir numéro 1 mondiale. À l'approche de Wimbledon, elle ne participe qu'à un seul tournoi de préparation, à Eastbourne. Elle vainc Alison Riske et Peng Shuai sans difficultés, puis élimine Svetlana Kuznetsova (67-7, 6-2, 6-4), après un premier set accroché et perdu, pour rallier le dernier carré. Elle profite du forfait de Johanna Konta pour rejoindre la finale face à Caroline Wozniacki. Grâce à sa victoire en 1 h 20 face à la 6e mondiale, elle remporte le 9e titre de sa carrière, et le 3e cette saison en autant de finales disputées. Surtout, elle se place dans le rang des prétendantes à la victoire finale à Wimbledon début juillet. Après un premier tour facile face à Evgeniya Rodina, elle se fait surprendre par Magdaléna Rybáriková (6-3, 5-7, 2-6), future demi-finaliste, dès le deuxième tour, et n'arrive donc toujours pas à dépasser ce stade de la compétition à Wimbledon. Néanmoins, les défaites de la no 1 mondiale Angelique Kerber en huitième de finale et de Simona Halep (no 2) en quart octroient à la Tchèque le sommet du classement WTA.
Elle revient avec son nouveau statut au tournoi de Toronto. Elle passe facilement Anastasia Pavlyuchenkova en deux sets, puis profite de l'abandon au troisième set contre Naomi Osaka dans un match mal engagé, mais perd en quart de finale contre la 6e mondiale, Caroline Wozniacki (5-7, 7-63, 4-6) au terme d'un match à suspense et physique. Par la suite à Cincinnati, elle se qualifie jusqu'en demi-finale, passant Natalia Vikhlyantseva facilement puis remportant deux matchs dans la même journée à cause de la pluie, face à la qualifiée Camila Giorgi (6-3, 4-6, 6-0), puis la 5e mondiale, Caroline Wozniacki (6-2, 6-4) prenant sa revanche de Toronto. Elle perd (3-6, 2-6) en 1 h 19 contre la future lauréate et 6e mondiale Garbiñe Muguruza. Enfin à l'US Open, elle éprouve beaucoup de mal à sortir la qualifiée Nicole Gibbs (2-6, 6-3, 6-4) et la Chinoise Zhang Shuai (3-6, 7-5, 6-4) sur le fil. Elle vainc ensuite Magda Linette et Jennifer Brady (6-1, 6-0) pour rallier les quarts de finale. Elle y est battue par Coco Vandeweghe (64-7, 3-6) en 1 h 34, ce qui lui assure de perdre sa place de numéro 1 mondiale à l'issue du tournoi au profit de Garbiñe Muguruza.
Abordant la dernière ligne droite de la saison à Tokyo, elle est battue dans un bon match contre l'Allemande Angelique Kerber (65-7, 5-7) en quart de finale. Puis à Wuhan, elle arrive et perd à nouveau en quart dans un match disputé remporté sur le fil par son adversaire (6-4, 63-7, 62-7), l'Australienne Ashleigh Barty, future finaliste. Enfin à Pékin, elle passe Carla Suárez Navarro et Andrea Petkovic en deux manches, avant de tomber face à Sorana Cîrstea (1-6, 5-7).
Au Masters de Singapour, dans un Groupe Blanc compliqué avec la no 2 mondiale Garbiñe Muguruza, la no 5 mondiale Venus Williams et la no 7 mondiale Jeļena Ostapenko, elle démarre bien la compétition en dominant facilement pour son premier match la vétérane Venus (6-2, 6-2) en 1 h 12. Puis sur le même score, elle défait Muguruza en 59 minutes, assurant ainsi sa qualification pour les demi-finales du Masters féminin. Elle s'incline (3-6, 1-6) en 1 h 6 dans son dernier match de poules contre la Lettonne Ostapenko mais sans conséquence pour la suite. En demie, elle affronte et perd (69-7, 3-6) en 1 h 56 avec une première manche intense contre la Danoise Caroline Wozniacki, no 6 mondiale et manque ainsi l'opportunité de finir la saison no 1 mondiale qui lui était promise en cas de titre. Plíšková termine finalement sa saison à la quatrième place mondiale, aux portes du podium après le titre de Wozniacki.

### 2018. 2 titres Premier et constance dans l'élite mondiale
Plíšková entame sa saison 2018 au tournoi de Brisbane avec la défense de son titre. Elle élimine facilement Catherine Bellis, puis difficilement la qualifiée Kaia Kanepi pour atteindre la demi-finale. Elle est alors battue par Elina Svitolina en deux sets (5-7, 5-7) qui remportera le tournoi. À l'Open d'Australie, elle passe sans perdre de set Verónica Cepede Royg, Beatriz Haddad Maia et sa compatriote Lucie Šafářová (7-66, 7-5) pour atteindre les 1/8 de finales. Elle se qualifie pour les 1/4 en battant une autre compatriote, Barbora Strýcová (65-7, 6-3, 6-2) mais difficilement après 2 h 41 de jeu. Au tour suivant, après avoir menée 3-0 tambour battant la rencontre, elle lâche le match pour s'incliner (3-6, 2-6) en 1 h 11 contre la no 1 mondiale, Simona Halep.
Lors du tournoi d'Indian Wells, Pliskova se présente en tant que tête de série no 5. Exemptée du premier tour, elle connait un premier set accroché face à la roumaine Irina-Camelia Begu. Après un tie-break remporté 7-4, elle déroule dans le second set qu'elle remporte 6-1. Au tour suivant, elle s'impose dans la douleur 2 sets à 1 face à la chinoise Shuai Zhang et accède aux huitièmes de finale ou elle dispose de la révélation Amanda Anisimova. En quart de finale, elle s'incline face à l'étoile montante Japonaise, Naomi Osaka sur le score sec de (2-6, 3-6) qui remportera le tournoi. À la suite pour l'Open de Miami, elle vainc (7-5, 7-5) la Russe Ekaterina Makarova, puis Hsieh Su-wei et Zarina Diyas, avant de s'incliner (5-7, 3-6) en quart de finale en 1 h 36 contre Victoria Azarenka, alors 186e mondiale.
Début de la terre battue commençant par le tournoi de Stuttgart, la Tchèque remporte ses deux premiers matchs en deux sets face à Kiki Bertens et la qualifiée Veronika Kudermetova, avant de s'offrir dans un thriller la 5e mondiale, Jeļena Ostapenko (5-7, 7-5, 6-4) après 2 h 18 de jeu. Elle arrive en finale après sa victoire sur Anett Kontaveit (6-4, 6-2), et remporte le titre face à une joueuse non adepte de cette surface, l'Américaine Coco Vandeweghe (7-62, 6-4). Elle s'offre son 10e trophée et n'a plus perdu de finale depuis l'US Open 2016. À Madrid, elle bat Elena Vesnina en deux sets, après elle prend sa revanche de Miami en battant Victoria Azarenka (6-2, 1-6, 7-5). Elle élimine coup sur coup la 9e mondiale, Sloane Stephens (6-2, 6-3) et surtout la no 1 mondiale et tenante du titre, Simona Halep (6-4, 6-3) pour atteindre le dernier carré. Après un premier set au tie-break, Plíšková s'incline contre sa compatriote et 10e mondiale, Petra Kvitová (64-7, 3-6) en 1 h 43 qui remportera le tournoi. Enfin à Roland-Garros, elle s'incline sèchement (2-6, 1-6) au 3e tour contre Maria Sharapova.
Sa partie sur gazon est mitigée avec un 1/4 de finale à Eastbourne en perdant (3-6, 6-2, 65-7) face à la future finaliste, la Biélorusse Aryna Sabalenka. Et à Wimbledon, elle atteint les 1/8 de finale des victoires sur Victoria Azarenka (6-3, 6-3) et plus difficilement sur Mihaela Buzărnescu (3-6, 7-63, 6-1). Mais tombant sur la tête de série numéro 20, Kiki Bertens (3-6, 61-7).
À l'US Open, la Tchèque atteint les quarts de finale sans perdre de set après une victoire sur la tête de série numéro 18, Ashleigh Barty. Elle se fait dominer en 1 h 26 par Serena Williams (4-6, 3-6) qui ira jusqu'en finale.
En Asie au tournoi de Tokyo, elle bat Daria Gavrilova (4-6, 6-4, 6-4), puis sur le fil la qualifiée Alison Riske (6-1, 65-7, 7-64) et Donna Vekić à nouveau en trois manches pour atteindre la finale. Elle remporte son 11e titre en 63 minutes face à la 7e mondiale, Naomi Osaka qui était démunie face au jeu et malade. Après des contres performances à Wuhan et Pékin, elle atteint la finale à Tianjin mais s'incline face à la Française Caroline Garcia (67-7, 3-6).
Le 21 octobre débute le Masters à Singapour placé dans le groupe blanc avec la no 2 mondiale Caroline Wozniacki, la no 5 mondiale, Petra Kvitová, et la no 7 Elina Svitolina. Pour son premier match, elle bat (6-2, 6-4) en 1 h 32 Wozniacki mais s'incline à son second match face à Svitolina (3-6, 6-2, 3-6) en 1 h 54. Elle se qualifie pour le dernier carré en remportant son dernier match de poule face à sa compatriote Kvitová (6-3, 6-4) en 1 h 16. Elle s'incline contre la 6e mondiale, Sloane Stephens (6-0, 4-6, 1-6) après un premier set immaculé en 1 h 55.
Elle termine finalement l'année à la 8e place mondiale en nette retrait par rapport à l'année d'avant.

### 2019. 1/2 finaliste de l'Open d'Australie, titre à Rome et dauphine de fin de saison
Karolína Plíšková commence sa saison par un titre à l'Open de Brisbane en battant en trois sets Yulia Putintseva, la qualifiée Marie Bouzková, après Ajla Tomljanović dans un match décousu, puis Donna Vekić (6-3, 6-4) pour atteindre la finale ; avant de vaincre Lesia Tsurenko (4-6, 7-5, 6-2) dans une rencontre à suspense et rebondissements pour remporter son 12e titre. À l'Open d'Australie, elle se présente en tant que potentiel vainqueur. Elle passe la qualifiée Karolína Muchová, après Madison Brengle (4-6, 6-1, 6-0) et la tête de série numéro 27, Camila Giorgi (6-4, 3-6, 6-2). Elle expédie Garbiñe Muguruza (6-3, 6-1) facilement ; avant de s'offrir en 2 h 10 de jeu, l'Américaine Serena Williams (6-4, 4-6, 7-5) après avoir été menée 5-1 et double break dans l'ultime manche pour atteindre le dernier carré,. Au terme d'un match à suspense d'1 h 53, elle finit par s'incliner (2-6, 6-4, 4-6) devant la 4e mondiale, Naomi Osaka qui remportera le tournoi.
En février après son forfait à Doha, elle atteint les 1/4 de finale à Dubaï en perdant (4-6, 6-1, 5-7) face à Hsieh Su-wei. Au tournoi d'Indian Wells, la Tchèque passe les qualifiées Misaki Doi et Ysaline Bonaventure, puis Anett Kontaveit (7-60, 4-6, 6-2) pour rallier les 1/4. Elle s'incline en 2 h 16 face à la joueuse en forme de février, la Suissesse Belinda Bencic (3-6, 6-4, 3-6). Puis arrive Miami avec des matchs compliqués et physiques en trois manches face à Alizé Cornet et Yulia Putintseva. Avant de se qualifier pour la finale du tournoi après ses autres victoires sur sa jeune compatriote Markéta Vondroušová (6-3, 6-4) en 1 h 20 et surtout, la no 3 mondiale Simona Halep (7-5, 6-1) en 1 h 14 contre qui elle restait sur une défaite cette année en Fed Cup. Elle s'incline en 1 h 39 contre l'Australienne Ashleigh Barty (61-7, 3-6) qui laisse échapper un autre gros trophée.
Elle gagne ensuite son 3e tournoi Premier 5 au tournoi de Rome le 19 mai en éliminant en finale la Britannique Johanna Konta (6-3, 6-4) en 1 h 25. Ce qui lui permet de reprendre la 2e place au classement WTA. Malgré ce titre, elle s'incline prématurément au troisième tour de Roland-Garros face à Petra Martić en deux manches.
Elle remporte ensuite sur gazon le tournoi d'Eastbourne le 29 juin en battant en finale l'Allemande Angelique Kerber (6-1, 6-4) en 1 h 11. Après avoir dominé toutes ses adversaires de la semaine en deux sets sec. Mais à Wimbledon, elle est éliminée en 3 sets (6-4, 5-7, 11-13) dès les huitièmes de finale, par sa compatriote Karolína Muchová.
Tête de série numéro 3 à l'US Open, elle chute en 1/8 de finale de nouveau face à Johanna Konta (7-61, 3-6, 5-7). 
Elle remporte au tournoi de Zhengzhou pour la tournée asiatique son troisième trophée de l'année en battant en finale, Petra Martić en deux manches.
Étant qualifiée aux Masters, elle se retrouve dans le groupe violet avec la Canadienne Bianca Andreescu, l'Ukrainienne Elina Svitolina et la Roumaine Simona Halep. Elle perd dès son premier match sur le score de (612-7, 4-6) en 1 h 53 face à Elina Svitolina. Pour son deuxième match, elle affronte la révélation de l'année Bianca Andreescu, qu'elle bat sur abandon après le gain du premier set. Lors de son dernier match, qui est qualificatif pour rallier les demi-finales, elle met un 6-0 Simona Halep en 22 min avant de perdre le deuxième set 6-2. Dans l'ultime manche, elle est breakée d'entrée mais ensuite la joueuse Tchèque inscrit cinq jeux d'affilée et Halep rate donc l'occasion de se qualifier pour une demi-finale (6-0, 2-6, 6-4). Elle s'inclinera à ce stade pour la 3e fois d'affilée de la compétition contre la no 1 mondiale, Ashleigh Barty (6-4, 2-6, 3-6) en 	1 h 43 et qui ira au bout en remportant le titre.
Karolína Plíšková termine l'année en étant la dauphine d'Ashleigh Barty.

### 2020.16etitreà Brisbane et déception en Grand Chelem
Karolína Plíšková commence sa saison par un titre à l'Open de Brisbane comme l'année précédente. La Tchèque passe Ajla Tomljanović difficilement en trois manche puis Alison Riske avant de sortir un gros match face à la Japonaise Naomi Osaka (quatrième mondiale). Elle s'impose (610-7, 7-63, 6-2) pour arriver en finale ; avant de vaincre Madison Keys (6-4, 4-6, 7-5) dans une rencontre à suspense et rebondissements pour remporter son 16e titre. À l'Open d'Australie, elle se présente en tant que potentiel vainqueur. Après deux premiers tours, écartant Kristina Mladenovic (6-1, 7-5) et l'Allemande Laura Siegemund (6-3, 6-3), elle s'incline cependant en deux tie-break face à la Russe Anastasia Pavlyuchenkova. Il s'ensuit un quart de finale à Dubaï avec une nouvelle victoire sur la Française Kristina Mladenovic (6-1, 6-2) et une défaite contre la Kazakh Elena Rybakina (6-7, 3-6), ainsi qu'un huitième de finale perdu à Doha contre la Tunisienne Ons Jabeur (4-6, 6-3, 3-6).
En mars, la saison de tennis est suspendue jusqu'au 2 août à la suite de la crise du covid-19. Cette dernière a fortement perturbé le calendrier et a entraîné l'annulation de certains tournois dont celui de Wimbledon.
Dès la reprise du circuit WTA, elle déçoit avec des défaites prématurées à New York et à l'US Open contre Caroline Garcia aux premiers et second tour, mais réalise un beau tournoi de Rome en septembre (tournoi dont elle est tenante du titre). Elle passe sa compatriote Barbora Strýcová, puis la qualifié Anna Blinkova avant de perdre un set face à la Belge Elise Mertens. Elle arrive en finale après sa victoire en 1 h 22 contre sa compatriote Markéta Vondroušová (6-2, 6-4) avec quelques difficultés ; mais abandonne dans la deuxième manche face à Simona Halep après 32 minutes de jeu. Elle termine sa saison par une élimination au second tour de Roland Garros, éliminée par l'ancienne lauréate Jeļena Ostapenko (4-6, 2-6) et une défaite au premier tour d'Ostrava, dans son pays natal, battue comme à New York par la Russe Veronika Kudermetova (6-4, 4-6, 3-6).

### 2021. Seconde finale de Grand Chelem à Wimbledon, finales à Rome et Montréal
Les premiers mois de sa saison sont compliqués. Alors qu'elle est dans le Top 10, elle s'incline à Abu Dhabi (battue par la 292e mondiale Anastasia Gasanova) et Melbourne (défaite contre l'Américaine Danielle Collins en deux tie breaks) après avoir remporté un match.
À l'Open d'Australie, Karolína Plíšková déçoit de nouveau en Grand Chelem au troisième tour après sa défaite contre sa compatriote Karolína Muchová (5-7, 5-7), après avoir mené 5-0 dans l'ultime manche. Elle avait pris sa revanche au deuxième tour contre Danielle Collins, ancienne demi-finaliste (7-5, 6-2).
Durant le mois de mars, elle est battue lors des tournois de Doha, Dubaï et Miami par l'Américaine Jessica Pegula, à chaque fois après avoir gagné un seul match. Elle commence la saison sur terre battue en avril en alignant deux victoires consécutives à Stuttgart pour la première fois depuis le Grand Chelem australien. Elle se défait de l'Allemande Tamara Korpatsch (7-5, 3-6, 6-3) et de Jeļena Ostapenko (6-7, 6-4, 6-3). Elle est battue en quarts de finale par la numéro une, l'Australienne Ashleigh Barty (6-2, 1-6, 5-7).
Après avoir disputé et perdu un second tour à Madrid contre Anastasia Pavlyuchenkova (future finaliste à Roland Garros), elle dispute une troisième finale consécutive à Rome en éliminant les Estoniennes Anastasija Sevastova (6-2, 6-3) et Jeļena Ostapenko (4-6, 7-5, 7-6), la Russe qualifiée Vera Zvonareva (7-5, 6-3) et la surprise Croate Petra Martić (6-1, 3-6, 6-2). Elle est néanmoins très sèchement battue en finale par la jeune numéro quinze mondiale Iga Świątek (0-6, 0-6), vainqueur à Roland Garros l'année passée. Elle gagne son premier tour porte d'Auteuil contre Donna Vekić (7-5, 6-4) mais s'incline contre une ancienne finaliste, Sloane Stephens (5-7, 1-6) dès le deuxième tour. 

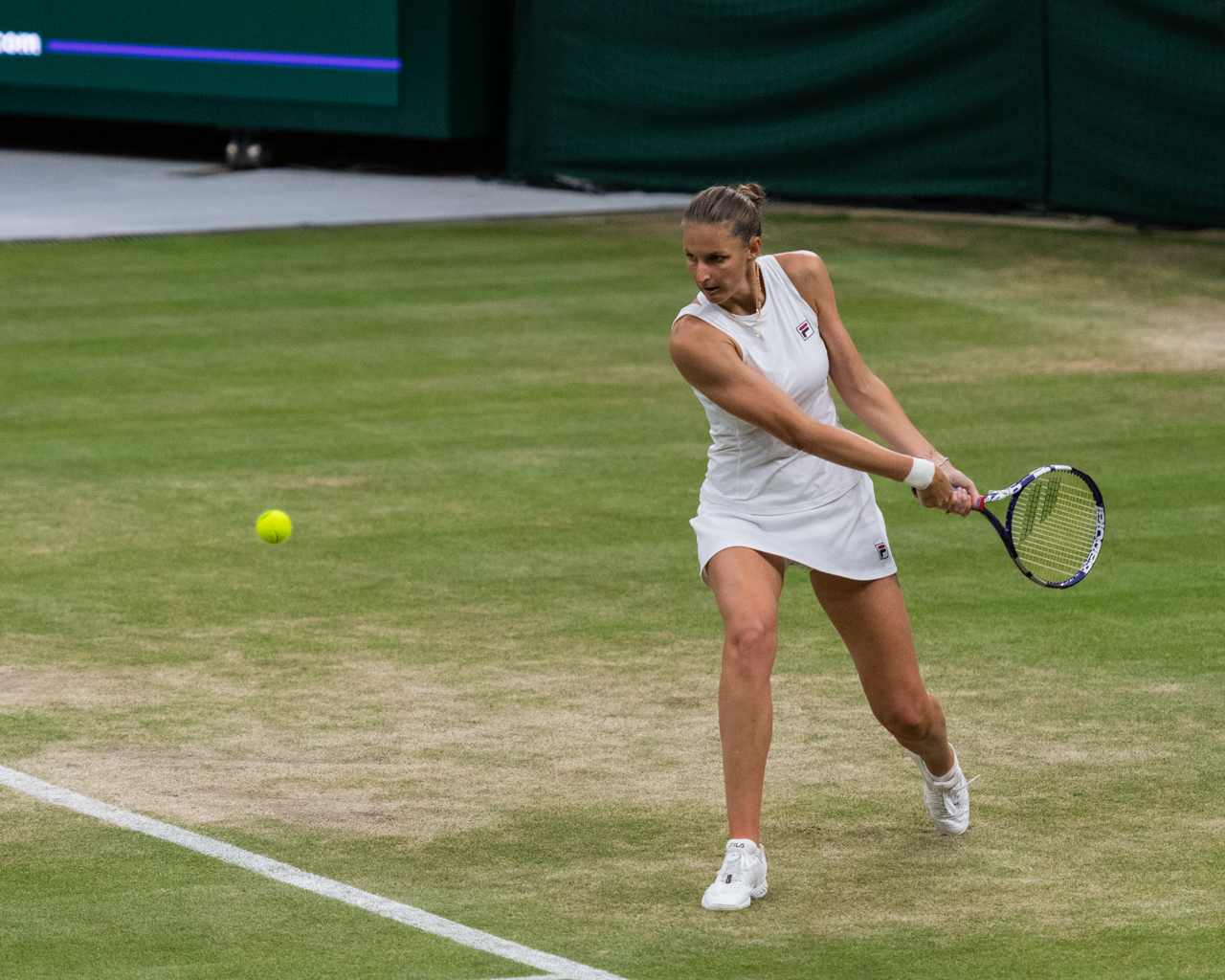
Karolina Pliskova à Wimbledon 2021.

Après deux défaites d'entrée à Berlin (de nouveau contre l'Américaine Jessica Pegula) et Eastbourne, ce qui la met hors du Top 10 pour la première fois depuis près de cinq ans, elle dispute le tournoi de Wimbledon fin juin. Elle se débarrasse de la Slovène Tamara Zidanšek (7-5, 6-4), de la Croate Donna Vekić (6-2, 6-2), de la Tchèque Tereza Martincová (6-3, 6-3) et de la Russe invité Liudmila Samsonova (6-2, 6-3) pour rejoindre les quarts de finale du grand chelem londonien pour la première fois de sa carrière. Elle domine, toujours sans perdre un set la Suissesse Viktorija Golubic (6-2, 6-2), novice à ce niveau et rallie les demi-finale. Elle n'a pas affronté une seule joueuse du Top 40 pour arriver aux portes de la finale. Début juillet, elle affronte la Biélorusse Aryna Sabalenka, numéro quatre mondiale qui joue sa première demi-finale de Grand Chelem. Elle la bat difficilement (5-7, 6-4, 6-4), ce qui lui permet de disputer la deuxième finale en Grand Chelem de sa carrière après l'US Open 2016, il y a cinq ans. Elle est la première Tchèque depuis Petra Kvitová, vainqueur en 2014 à disputer la finale. Elle y affronte l'Australienne favorite Ashleigh Barty, numéro une mondiale qui dispute elle aussi sa deuxième finale de Grand Chelem, la première à Wimbledon. Elle perd un match disputé (3-6, 7-6, 3-6) et échoue aux pieds du titre. Elle réintègre à la faveur de ce bon résultat le Top 10. 
Elle parvient en huitièmes de finale aux Jeux Olympiques de Tokyo battue par la Française Alizé Cornet (4-6, 2-6). Mi-août, elle joue une nouvelle finale de WTA 1000 à Montréal en éliminant pour la troisième fois de la saison la Croate Donna Vekić (4-6, 6-3, 7-6), l'Américaine Amanda Anisimova (6-1, 7-6), l'Espagnole Sara Sorribes Tormo (6-4, 6-0) et la Biélorusse Aryna Sabalenka, désormais numéro trois mondiale (6-3, 6-4). Annoncée favorite contre l'Italienne Camila Giorgi, 71e mondiale, elle s'incline (3-6, 5-7) dans sa troisième finale de l'année. 
Elle enchaîne en fin de saison les bons résultats en parvenant en demi-finale de Cincinnati, avec des victoires sur Yulia Putintseva (6-3, 6-2), sur Jessica Pegula (6-4, 7-6), l'Espagnole Paula Badosa (7-5, 2-0 ab.). Elle est sortie par la Suissesse Jil Teichmann, 76e (2-6, 4-6), puis en allant en quarts de finale à l'US Open. Elle se défait pour cela des Américaines Caty McNally (6-3, 6-4) et Amanda Anisimova (7-5, 6-7, 7-6), de l'Australienne Ajla Tomljanović (6-3, 6-2) et de la Russe Anastasia Pavlyuchenkova (7-5, 6-4). Elle tombe face à la Grecque María Sákkari (4-6, 4-6) mais parvient à la troisième place mondiale à l'issue du tournoi.
Après une défaite précoce à Indian Wells au deuxième tour contre la 115e Beatriz Haddad Maia (3-6, 5-7), elle dispute pour la cinquième fois de sa carrière le Masters de fin d'année. Elle perd son premier match contre l'Estonienne Anett Kontaveit (4-6, 0-6) et s'impose lors des deux autres (victoires sur Garbiñe Muguruza, 4-6, 6-2, 7-6 et Barbora Krejčíková 0-6, 6-4, 6-4) mais ne parvient pas à se qualifier pour les demi-finale.

### 2022. Résultats décevants
L'athlète professionnelle devait participer à l'Open d'Australie, se déroulant du 17 janvier au 30 janvier 2022. Cependant, à cause d'une blessure à la main droite lors d'un de ses entraînements, elle a dû se retirer. Elle commence la saison en mars, compte tenu de sa blessure. La reprise est difficile, elle ne remporte que deux matchs en six tournois. Elle atteint avant Roland Garros les demi-finales du tournoi de Strasbourg, s'inclinant contre la Slovaque Kaja Juvan. Elle avait enchaîné pour la première fois de l'année plusieurs victoires sur  Marta Kostyuk (6-4, 6-2), Bernarda Pera (6-3, 1-6, 6-1) et Maryna Zanevska (6-4, 7-6).

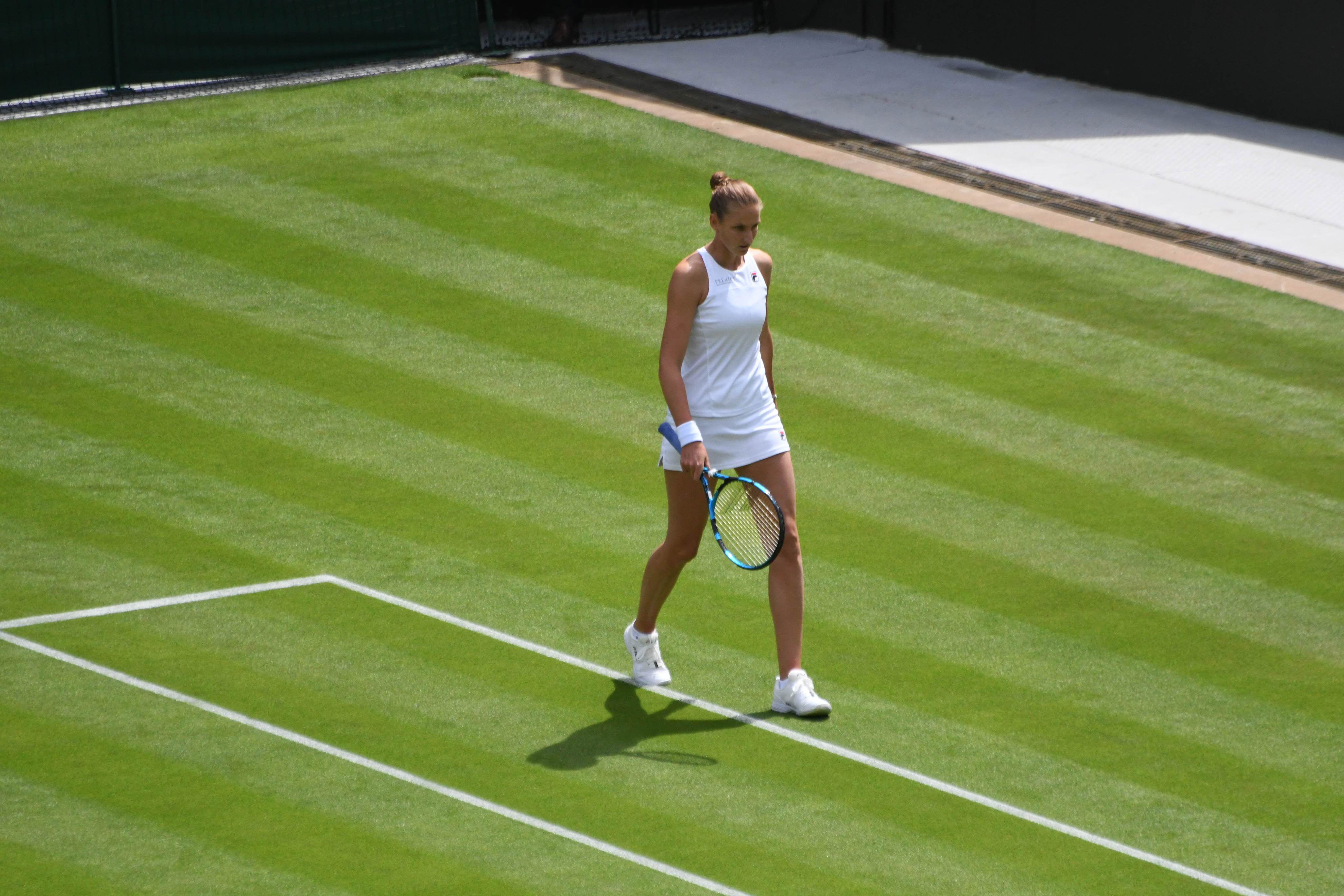
Karolina Pliskova à Wimbledon 2022

En mai, elle perd au deuxième tour des Internationaux de France de tennis 2022, contre la Française Léolia Jeanjean, 227e mondiale (2-6, 2-6).Elle s'incline durant le mois de juin en quart de finale du tournoi de Berlin contre l'Américaine Coco Gauff, récente finaliste de  Roland Garros (5-7, 4-6), après avoir éliminé l'Estonienne Kaia Kanepi (6-7, 6-0, 6-0) et l'ancienne numéro quatre Bianca Andreescu (6-4, 2-6, 7-6) puis au premier tour d'Eastbourne contre la Britannique Katie Boulter, wild-card et 141e mondiale (6-1, 4-6, 4-6).
Finaliste à Wimbledon par le passé, elle passe le premier tour du Grand Chelem britannique contre sa compatriote Tereza Martincová mais s'incline au deuxième tour contre la wild-card britannique Katie Boulter, comme la semaine précédente en trois sets accrochés (6-3, 6-7, 4-6). Après ce tournoi, la Tchèque sort du Top 10 et décide de changer d'entraîneur, passant de Sascha Bajin, son entraîneur depuis novembre 2020,, à Leoš Friedl. 
Elle reprend des couleurs avec le tournoi de Montréal lors duquel elle atteint les demi-finale battant sur son passage sa compatriote Barbora Krejčíková (6-3, 6-4), l'Américaine Amanda Anisimova (6-1, 6-1), la numéro quatre María Sákkari (6-1, 6-7, 6-3) et la Chinoise Zheng Qinwen (4-6, 6-4, 6-4). Elle est sortie par la Brésilienne Beatriz Haddad Maia (4-6, 6-7), novice à ce niveau. Après un deuxième tour perdu à Cincinnati face à la Belge Elise Mertens (6-7, 3-6). Comme l'année dernière, elle atteint les quarts de finale à l'US Open, éliminant la Polonaise Magda Linette (6-2, 4-6, 7-6), sa compatriote Marie Bouzková (6-3, 6-2), la Suissesse Belinda Bencic (5-7, 6-4, 6-3) et la Biélorusse Victoria Azarenka (7-5, 6-7, 6-2). Elle est sortie par une autre Biélorusse Aryna Sabalenka (1-6, 6-7), numéro six mondiale. 
Elle décide en décembre 2022 de réengager Bajin. Sa fin de saison est de nouveau plutôt maussade avec deux victoires en six tournois (dont une défaite au premier tour dans son pays natal contre la 144e mondiale Alycia Parks à Ostrava). Elle termine l'année 32e mondiale, son plus mauvais classement depuis neuf ans.

### 2023. Quart de finaliste à l'Open d'Australie
Elle commence l'année par deux défaites au premier tour aux deux tournois d'Adelaïde contre l'Estonienne Jeļena Ostapenko (1-6, 3-6) et l'Américaine Danielle Collins (2-6, 4-6).
Elle élimine d'abord Wang Xiyu (6-1, 6-3), puis la Kazakh Yulia Putintseva (6-0, 7-5), la Russe Varvara Gracheva (6-4, 6-2) et une autre Chinoise, Zhang Shuai (6-0, 6-4) pour rallier les quarts de finale à l'Open d'Australie pour la première fois depuis quatre ans. Alors favorite contre Magda Linette, elle s'incline devant la Polonaise (3-6, 5-7), novice à ce niveau. Début février, elle gagne un match à Abu Dhabi contre la Belge Ysaline Bonaventure (6-1, 6-3) puis s'incline contre la finaliste de l'Open d'Australie, la Kazakh Elena Rybakina (4-6, 2-6). Après être sortie des qualifications à Doha, elle perd au premier tour contre Ekaterina Alexandrova (1-6, 2-6). Elle rebondit à Dubaï en disposant de sa compatriote Markéta Vondroušová (6-3, 6-4), de la septième mondiale María Sákkari (6-1, 6-2) et de l'Ukrainienne Anhelina Kalinina (7-5, 6-7, 6-2). Elle déclare forfait contre la numéro une Iga Świątek en quarts de finale.
Elle enchaîne par la suite les résultats corrects avec un huitième de finale à Indian Wells (perdu contre la Grecque María Sákkari qui prend sa revanche) après avoir sorti Veronika Kudermetova, au deuxième tour de Miami (battue par Markéta Vondroušová, vainqueur de Wimbledon cette saison) et en quarts de finale de Stuttgart (battant la Grecque María Sákkari pour leur troisième duel de l'année et éliminée par la Polonaise numéro une Iga Świątek). Elle remporte durant ce tournoi sa deuxième et dernière victoire de la saison contre une Top 10, de nouveau María Sákkari au premier tour (6-2, 6-3). Fin avril, elle annonce être forfait pour le tournoi de Madrid, étant blessée à un genou. Elle redémarre le circuit à Rome mais est éliminée comme l'année précédente d'entrée par la Hongroise Anna Bondár (6-7, 2-6) et au même stade à Roland Garros, sa première élimination au premier tour d'un Grand Chelem depuis sept ans (contre l'Américaine Sloane Stephens 0-6, 4-6).
Sa tournée sur gazon est décevante alors qu'il s'agit de l'une de ses meilleures surfaces. Elle est sortie d'entrée à Berlin, ayant héritée d'un tirage compliqué en la personne de Petra Kvitová, sa compatriote, vainqueur de deux titres à Wimbledon (3-6, 4-6), profite de l'abandon d'Elise Mertens à Eastbourne mais est renversée par la Russe Daria Kasatkina, onzième (6-3, 3-6, 3-6) et perd au premier tour de Wimbledon contre la 225e et qualifiée Natalija Stevanovic (2-6, 3-6). C'est la première fois depuis onze ans qu'elle n'avait pas perdu aussi tôt dans le tournoi londonien.
Elle ne gagne que trois matchs jusqu'à la fin de la saison, s'inclinant dès son premier match à Washington (contre la qualifiée locale Hailey Baptiste, 204e mondiale), à Cincinnati et San Diego ainsi qu'au second tour à Montréal (logiquement par la Polonaise numéro une Iga Świątek), l'US Open (sortie par la jeune Française Clara Burel) et à Guadalajara de nouveau battue par Hailey Baptiste dans un match serré (6-7, 7-5, 6-7).

### 2024.17etitre à Cluj, finale à Nottingham et demi-finale à Doha

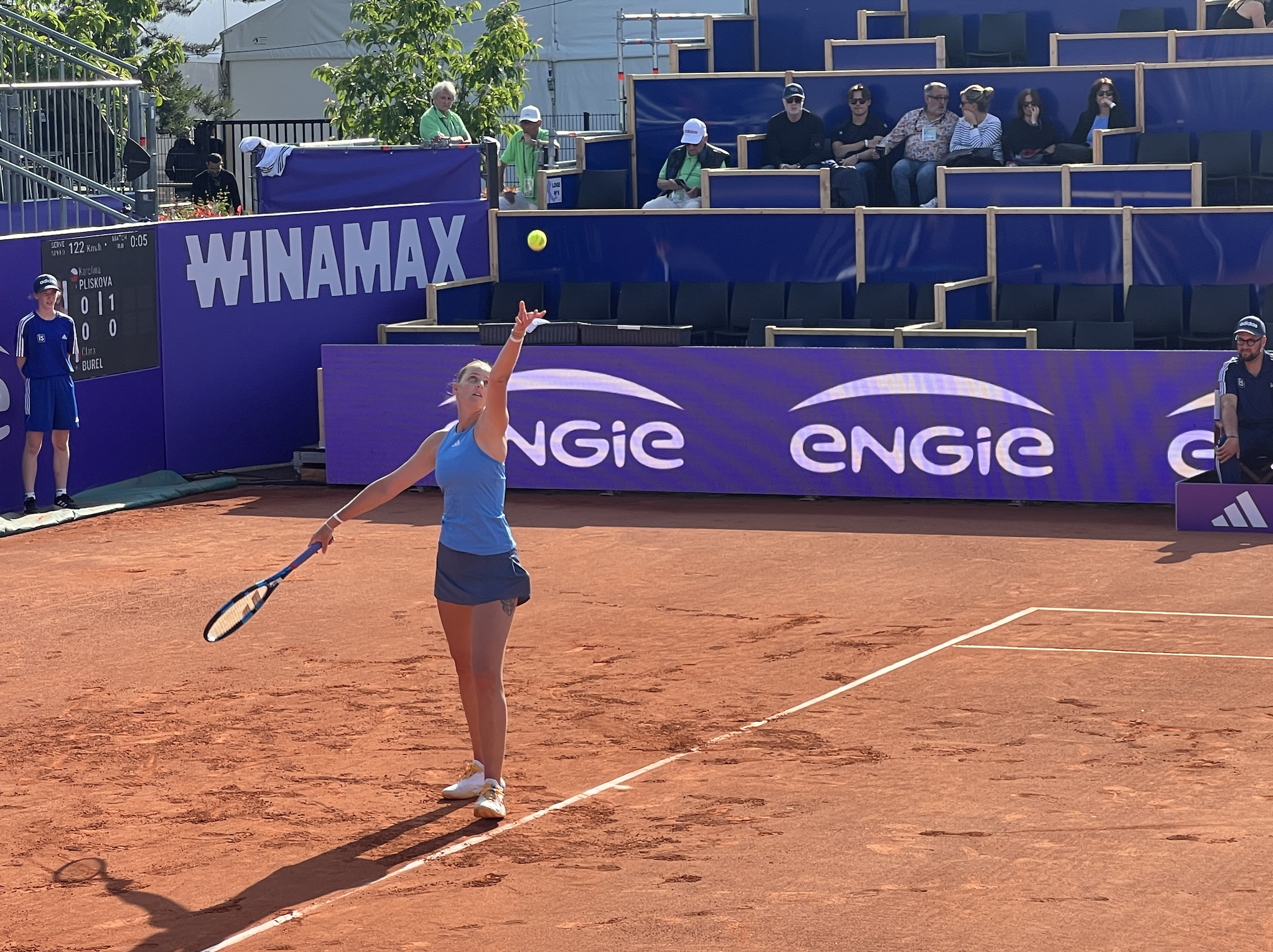
Plíšková au service aux Internationaux de Strasbourg 2024.

Elle attaque sa saison par un match de prestige entre anciennes numéro unes contre la Japonaise Naomi Osaka, invitée à Brisbane en renversant difficilement son adversaire (3-6, 7-6, 6-4), échouant contre la Lettone Jeļena Ostapenko, douzième joueuse mondiale (2-6, 6-4, 3-6) au second tour. Elle ne marque que trois petits jeux contre sa compatriote qualifiée Kateřina Siniaková (2-6, 1-6) à Adelaïde avant d'hériter d'un tirage compliqué à l'Open d'Australie devant affronter dès le premier tour la numéro trois Elena Rybakina, finaliste l'année passée. Elle cède logiquement (6-7, 4-6) contre la Kazakh, s'inclinant au premier tour du premier Majeur de l'année pour la première fois depuis onze saisons. Elle dégringole au classement, étant éjectée à la 78e place mondiale.
Elle rebondit en remportant le tournoi de Cluj  , battant en finale la locale Ana Bogdan (6-4, 6-3). C'est son 17e titre, le premier depuis près de quatre ans, en 2020. Elle avait sorti sur les tours suivants la qualifiée autrichienne Sinja Kraus (6-4, 7-6) et balayé la Colombienne Camila Osorio (6-2, 6-1), l'Italienne ancienne finaliste de Roland Garros Sara Errani (6-2, 6-0) et une autre qualifiée, Harriet Dart (6-3, 6-3). Quelques jours plus tard, elle s'envole en péninsule arabique pour jouer à Doha et y remporte plusieurs matchs contre les Russes Anna Kalinskaya, quart de finaliste à l'Open d'Australie (2-6, 7-6, 6-4) et Anastasia Potapova (6-1, 5-7, 6-4) ainsi que contre sa jeune compatriote Linda Nosková, également quart de finaliste du Grand Chelem australien un mois plus tôt (3-6, 7-5, 6-1) alors qu'elle est menée 2-4 dans le second set. Elle joue en quart de finale contre Naomi Osaka qu'elle retrouve et écarte en deux tie-breaks. Fatiguée par ses neuf victoires en dix jours, elle déclare forfait pour sa demi-finale qu'elle devait disputer contre la numéro une et tenante du titre Iga Świątek, réintégrant le Top 50. Elle remporte deux nouvelles victoires consécutives sur l'invitée Shuai Zhang qui enchaîne cette année là une vingtaine d'éliminations de suite au premier tour (6-3, 7-5) ainsi qu'une deuxième wild-card, Ashlyn Krueger qui joue sa première saison pleine sur le circuit WTA (6-7, 6-3, 6-4). Elle est logiquement sorti par une autre Américaine, la numéro trois mondiale Coco Gauff, vainqueur du dernier US Open (6-2, 4-6, 6-3). Sa tournée américaine sur dur est compliquée avec deux défaites d'entrée à Indian Wells face à Marie Bouzková (1-6, 6-2, 4-6) à Miami contre la Croate Donna Vekić (4-6, 6-2, 2-6). Elle entame sa saison sur terre battue par une victoire à Rouen contre la modeste 178e Polina Kudermetova (7-5, 1-6, 7-5) mais doit s'incliner contre la future vainqueur Sloane Stephens, ancienne finaliste de Roland Garros (3-6, 2-6). La suite sur ocre est médiocre avec une défaite étriquée contre la locale Clara Burel à Strasbourg (5-7, 6-0, 1-6) et une autre renversante contre Elina Svitolina, quatre fois quart de finaliste Porte d'Auteuil (6-3, 4-6, 2-6) à Roland Garros.
Elle dispute une première finale sur gazon depuis trois saisons à Nottingham, sortant l'Américaine Alycia Parks (6-4, 6-4) et la locale invitée Heather Watson sur le même score. Elle sort un gros match contre la double finaliste de Wimbledon et tête de série numéro une du tournoi Ons Jabeur (7-6, 6-7, 7-5), sa première victoire de la saison sur une joueuse membre du Top 10 et la première sur gazon depuis trois ans. Elle renverse la jeune Française Diane Parry en demi-finale (6-7, 6-1, 6-4) mais échoue aux pieds du trophée contre la tenante du titre Britannique Katie Boulter (6-4, 3-6, 2-6). Elle gagne le premier set lors des trois matchs suivants sans parvenir à trouver la clef, contre la repêchée Caroline Dolehide (6-2, 3-6, 6-7) à Birmingham malgré deux balles de matchs obtenues, à Wimbledon face à la jeune Diana Shnaider (6-4, 4-6, 5-7) et à Washington contre la Chinoise Wang Yafan (7-5, 3-6, 0-6).
Elle termine la saison par la tournée sur dur américaine, à Toronto en sortant Nadia Podoroska (6-4, 7-6) avant de perdre sur Jessica Pegula, future finaliste de l'US Open quelques semaines plus tard (5-7, 4-6) et sixième mondiale. Elle s'arrête au même stade à Cincinnati, écartant en deux jeux décisifs Viktoriya Tomova mais battue par la très jeune Mirra Andreeva (2-6, 3-6) et également à New York, remportant son premier tour contre l'Egyptienne Mayar Sherif (6-3, 0-6, 7-5) qui échoue pour la quatrième année de suite à ce stade et abandonnant après seulement trois points joués face à Jasmine Paolini, cinquième mondiale et finaliste des deux derniers Majeurs.

## Palmarès

### Titres en simple dames
| No | Date       | Nom et lieu du tournoi                      | Catégorie | Dotation      | Surface      | Finaliste             | Score           |          |
| -- | ---------- | ------------------------------------------- | --------- | ------------- | ------------ | --------------------- | --------------- | -------- |
| 1  | 25-02-2013 | BMW Malaysian Open, Kuala Lumpur            | Intern'l  | 235 000 $     | Dur (ext.)   | Bethanie Mattek-Sands | 1-6, 7-5, 6-3   | Parcours |
| 2  | 15-09-2014 | KIA Korea Open, Séoul                       | Intern'l  | 500 000 $     | Dur (ext.)   | Varvara Lepchenko     | 6-3, 6-75, 6-2  | Parcours |
| 3  | 06-10-2014 | Generali Ladies, Linz                       | Intern'l  | 250 000 $     | Dur (int.)   | Camila Giorgi         | 6-74, 6-3, 7-64 | Parcours |
| 4  | 27-04-2015 | J&T Banka Prague Open, Prague               | Intern'l  | 250 000 $     | Terre (ext.) | Lucie Hradecká        | 4-6, 7-5, 6-3   | Parcours |
| 5  | 06-06-2016 | Aegon Open Nottingham, Nottingham           | Intern'l  | 250 000 $     | Gazon (ext.) | Alison Riske          | 7-68, 7-5       | Parcours |
| 6  | 15-08-2016 | Western & Southern Open, Cincinnati         | Premier 5 | 2 804 000 $   | Dur (ext.)   | Angelique Kerber      | 6-3, 6-1        | Parcours |
| 7  | 01-01-2017 | Brisbane International by Suncorp, Brisbane | Premier   | 1 000 000 $   | Dur (ext.)   | Alizé Cornet          | 6-0, 6-3        | Parcours |
| 8  | 13-02-2017 | Qatar Total Open, Doha                      | Premier   | 776 000 $     | Dur (ext.)   | Caroline Wozniacki    | 6-3, 6-4        | Parcours |
| 9  | 25-06-2017 | Aegon International, Eastbourne             | Premier   | 819 000 $     | Gazon (ext.) | Caroline Wozniacki    | 6-4, 6-4        | Parcours |
| 10 | 23-04-2018 | Porsche Tennis Grand Prix, Stuttgart        | Premier   | 816 000 $     | Terre (int.) | Coco Vandeweghe       | 7-62, 6-4       | Parcours |
| 11 | 17-09-2018 | Toray Pan Pacific Open, Tokyo               | Premier   | 890 100 $     | Dur (ext.)   | Naomi Osaka           | 6-4, 6-4        | Parcours |
| 12 | 31-12-2018 | Brisbane International, Brisbane            | Premier   | 1 000 000 $   | Dur (ext.)   | Lesia Tsurenko        | 4-6, 7-5, 6-2   | Parcours |
| 13 | 13-05-2019 | Internazionali BNL d'Italia, Rome           | Premier 5 | 3 151 788 € $ | Terre (ext.) | Johanna Konta         | 6-3, 6-4        | Parcours |
| 14 | 23-06-2019 | Nature Valley International, Eastbourne     | Premier   | 933 612 $     | Gazon (ext.) | Angelique Kerber      | 6-1, 6-4        | Parcours |
| 15 | 09-09-2019 | ICBC Credit Card Zhengzhou Open, Zhengzhou  | Premier   | 943 900 $     | Dur (ext.)   | Petra Martić          | 6-3, 6-2        | Parcours |
| 16 | 06-01-2020 | Brisbane International, Brisbane            | Premier   | 1 434 900 $   | Dur (ext.)   | Madison Keys          | 6-4, 4-6, 7-5   | Parcours |
| 17 | 05-02-2024 | Transylvania Open, Cluj-Napoca              | WTA 250   | 267 082 $     | Dur (int.)   | Ana Bogdan            | 6-4, 6-3        | Parcours |

### Finales en simple dames
| No | Date       | Nom et lieu du tournoi                      | Catégorie    | Dotation     | Surface      | Vainqueure         | Score           |          |
| -- | ---------- | ------------------------------------------- | ------------ | ------------ | ------------ | ------------------ | --------------- | -------- |
| 1  | 27-01-2014 | PTT Pattaya Open, Pattaya                   | Intern'l     | 250 000 $    | Dur (ext.)   | Ekaterina Makarova | 6-3, 7-67       | Parcours |
| 2  | 19-05-2014 | Nürnberger Versicherungscup, Nuremberg      | Intern'l     | 250 000 $    | Terre (ext.) | Eugenie Bouchard   | 6-2, 4-6, 6-3   | Parcours |
| 3  | 08-09-2014 | Prudential Hong Kong Tennis Open, Hong Kong | Intern'l     | 250 000 $    | Dur (ext.)   | Sabine Lisicki     | 7-5, 6-3        | Parcours |
| 4  | 11-01-2015 | Apia International Sydney, Sydney           | Premier      | 731 000 $    | Dur (ext.)   | Petra Kvitová      | 7-65, 7-66      | Parcours |
| 5  | 15-02-2015 | Duty Free Tennis Championships, Dubaï       | Premier 5    | 2 513 000 $  | Dur (ext.)   | Simona Halep       | 6-4, 7-64       | Parcours |
| 6  | 15-06-2015 | Aegon Classic, Birmingham                   | Premier      | 731 000 $    | Gazon (ext.) | Angelique Kerber   | 6-75, 6-3, 7-64 | Parcours |
| 7  | 03-08-2015 | Bank of the West Classic, Stanford          | Premier      | 731 000 $    | Dur (ext.)   | Angelique Kerber   | 6-3, 5-7, 6-4   | Parcours |
| 8  | 03-11-2015 | Huajin Securities WTA Elite Trophy, Zhuhai  | Elite Trophy | 2 150 000 $  | Dur (int.)   | Venus Williams     | 7-5, 7-66       | Parcours |
| 9  | 19-06-2016 | Aegon International, Eastbourne             | Premier      | 776 878 $    | Gazon (ext.) | Dominika Cibulková | 7-5, 6-3        | Parcours |
| 10 | 29-08-2016 | US Open, Flushing Meadows                   | G. Chelem    | 22 102 700 $ | Dur (ext.)   | Angelique Kerber   | 6-3, 4-6, 6-4   | Parcours |
| 11 | 08-10-2018 | Tianjin Open, Tianjin                       | Intern'l     | 750 000 $    | Dur (ext.)   | Caroline Garcia    | 7-67, 6-3       | Parcours |
| 12 | 19-03-2019 | Miami Open presented by Itaú, Miami         | PREMIER*     | 8 359 455 $  | Dur (ext.)   | Ashleigh Barty     | 7-61, 6-3       | Parcours |
| 13 | 14-09-2020 | Internazionali BNL d'Italia, Rome           | Premier 5    | 2 098 290 $  | Terre (ext.) | Simona Halep       | 6-0, 2-1 ab.    | Parcours |
| 14 | 10-05-2021 | Internazionali BNL d'Italia, Rome           | WTA 1000     | 2 549 105 $  | Terre (ext.) | Iga Świątek        | 6-0, 6-0        | Parcours |
| 15 | 28-06-2021 | The Championships, Wimbledon                | G. Chelem    | 35 016 000 $ | Gazon (ext.) | Ashleigh Barty     | 6-3, 64-7, 6-3  | Parcours |
| 16 | 09-08-2021 | National Bank Open, Montréal                | WTA 1000     | 1 835 490 $  | Dur (ext.)   | Camila Giorgi      | 6-3, 7-5        | Parcours |
| 17 | 10-06-2024 | Rothesay Open Nottingham, Nottingham        | WTA 250      | 267 082 $    | Gazon (ext.) | Katie Boulter      | 4-6, 6-3, 6-2   | Parcours |

### Titres en double dames
| No | Date       | Nom et lieu du tournoi                     | Catégorie | Dotation  | Surface      | Partenaire         | Finalistes                         | Score             |          |
| -- | ---------- | ------------------------------------------ | --------- | --------- | ------------ | ------------------ | ---------------------------------- | ----------------- | -------- |
| 1  | 07-10-2013 | Generali Ladies Linz                       | Intern'l  | 235 000 $ | Dur (int.)   | Kristýna Plíšková  | Gabriela Dabrowski Alicja Rosolska | 7-66, 6-4         | Parcours |
| 2  | 19-05-2014 | Nürnberger Versicherungscup Nuremberg      | Intern'l  | 250 000 $ | Terre (ext.) | Michaëlla Krajicek | Raluca Olaru Shahar Peer           | 6-0, 4-6, [10-6]  | Parcours |
| 3  | 07-07-2014 | Nürnberger Gastein Ladies Bad Gastein      | Intern'l  | 250 000 $ | Terre (ext.) | Kristýna Plíšková  | Andreja Klepač M. T. Torró Flor    | 4-6, 6-3, [10-6]  | Parcours |
| 4  | 08-09-2014 | Prudential Hong Kong Tennis Open Hong Kong | Intern'l  | 250 000 $ | Dur (ext.)   | Kristýna Plíšková  | Patricia Mayr Arina Rodionova      | 6-2, 2-6, [12-10] | Parcours |
| 5  | 13-06-2016 | Aegon Classic Birmingham Birmingham        | Premier   | 846 000 $ | Gazon (ext.) | Barbora Strýcová   | Vania King Alla Kudryavtseva       | 6-3, 7-61         | Parcours |

### Finales en double dames
| No | Date       | Nom et lieu du tournoi        | Catégorie | Dotation    | Surface      | Vainqueures                           | Partenaire        | Score            |          |
| -- | ---------- | ----------------------------- | --------- | ----------- | ------------ | ------------------------------------- | ----------------- | ---------------- | -------- |
| 1  | 08-07-2013 | XXVI Italiacom Open Palerme   | Intern'l  | 235 000 $   | Terre (ext.) | Kristina Mladenovic Katarzyna Piter   | Kristýna Plíšková | 6-1, 5-7, [10-8] | Parcours |
| 2  | 09-03-2016 | BNP Paribas Open Indian Wells | PREMIER*  | 6 844 139 $ | Dur (ext.)   | Bethanie Mattek-Sands Coco Vandeweghe | Julia Görges      | 4-6, 6-4, [10-6] | Parcours |

## Parcours en Grand Chelem

### Finales (2)
| Année | Tournoi   | Adversaire en finale | Score          |
| 2016  | US Open   | Angelique Kerber     | 3-6, 6-4, 4-6  |
| 2021  | Wimbledon | Ashleigh Barty       | 3-6, 7-64, 3-6 |

### En simple dames
| Année | Open d'Australie | Open d'Australie    | Internationaux de France | Internationaux de France | Wimbledon       | Wimbledon            | US Open         | US Open             |
| ----- | ---------------- | ------------------- | ------------------------ | ------------------------ | --------------- | -------------------- | --------------- | ------------------- |
| 2010  | —                | —                   | —                        | —                        | Q1              | Junri Namigata       | Q1              | M. Larcher de Brito |
| 2011  | Q1               | Anna-Lena Grönefeld | Q2                       | Vitalia Diatchenko       | —               | —                    | Q1              | Mandy Minella       |
| 2012  | Q1               | Nina Bratchikova    | 1er tour (1/64)          | Marion Bartoli           | 1er tour (1/64) | Sloane Stephens      | Q2              | Donna Vekić         |
| 2013  | 1er tour (1/64)  | Eléni Daniilídou    | 1er tour (1/64)          | Garbiñe Muguruza         | 2e tour (1/32)  | Petra Martić         | 1er tour (1/64) | Eugenie Bouchard    |
| 2014  | 2e tour (1/32)   | Daniela Hantuchová  | 2e tour (1/32)           | Agnieszka Radwańska      | 2e tour (1/32)  | Sabine Lisicki       | 3e tour (1/16)  | Casey Dellacqua     |
| 2015  | 3e tour (1/16)   | Ekaterina Makarova  | 2e tour (1/32)           | Andreea Mitu             | 2e tour (1/32)  | Coco Vandeweghe      | 1er tour (1/64) | Anna Tatishvili     |
| 2016  | 3e tour (1/16)   | Ekaterina Makarova  | 1er tour (1/64)          | Shelby Rogers            | 2e tour (1/32)  | Misaki Doi           | Finale          | Angelique Kerber    |
| 2017  | 1/4 de finale    | Mirjana Lučić       | 1/2 finale               | Simona Halep             | 2e tour (1/32)  | Magdaléna Rybáriková | 1/4 de finale   | Coco Vandeweghe     |
| 2018  | 1/4 de finale    | Simona Halep        | 3e tour (1/16)           | Maria Sharapova          | 1/8 de finale   | Kiki Bertens         | 1/4 de finale   | Serena Williams     |
| 2019  | 1/2 finale       | Naomi Osaka         | 3e tour (1/16)           | Petra Martić             | 1/8 de finale   | Karolína Muchová     | 1/8 de finale   | Johanna Konta       |
| 2020  | 3e tour (1/16)   | A. Pavlyuchenkova   | 2e tour (1/32)           | Jeļena Ostapenko         | Annulé          | Annulé               | 2e tour (1/32)  | Caroline Garcia     |
| 2021  | 3e tour (1/16)   | Karolína Muchová    | 2e tour (1/32)           | Sloane Stephens          | Finale          | Ashleigh Barty       | 1/4 de finale   | María Sákkari       |
| 2022  | —                | —                   | 2e tour (1/32)           | Léolia Jeanjean          | 2e tour (1/32)  | Katie Boulter        | 1/4 de finale   | Aryna Sabalenka     |
| 2023  | 1/4 de finale    | Magda Linette       | 1er tour (1/64)          | Sloane Stephens          | 1er tour (1/64) | Natalija Stevanović  | 2e tour (1/32)  | Clara Burel         |
| 2024  | 1er tour (1/64)  | Elena Rybakina      | 1er tour (1/64)          | Elina Svitolina          | 1er tour (1/64) | Diana Shnaider       | 2e tour (1/32)  | Jasmine Paolini     |

N.B. : à droite du résultat se trouve le nom de l'ultime adversaire.

### En double dames
| Année | Open d'Australie                                                            | Open d'Australie                                                             | Internationaux de France                                                               | Internationaux de France                                                    | Wimbledon                                                              | Wimbledon | US Open                                                                          | US Open |
| ----- | --------------------------------------------------------------------------- | ---------------------------------------------------------------------------- | -------------------------------------------------------------------------------------- | --------------------------------------------------------------------------- | ---------------------------------------------------------------------- | --------- | -------------------------------------------------------------------------------- | ------- |
| 2012  | —                                                                           | —                                                                            | —                                                                                      | —                                                                           | —                                                                      | —         | 1er tour (1/32) Plíšková \|\| style="text-align:left;" \| Bratchikova Panova     |         |
| 2013  | —                                                                           | —                                                                            | 1er tour (1/32) Čepelová \|\| style="text-align:left;" \| Bratchikova Tanasugarn       | 1er tour (1/32) Torró \|\| style="text-align:left;" \| Makarova Vesnina     | 1er tour (1/32) Vekić \|\| style="text-align:left;" \| King Rybáriková |           |                                                                                  |         |
| 2014  | 1er tour (1/32) Panova \|\| style="text-align:left;" \| Barty Dellacqua     | 1er tour (1/32) Plíšková \|\| style="text-align:left;" \| Gajdošová Husárová | 1er tour (1/32) Plíšková \|\| style="text-align:left;" \| Babos Mladenovic             | 1er tour (1/32) Plíšková \|\| style="text-align:left;" \| Black Mirza       |                                                                        |           |                                                                                  |         |
| 2015  | 1er tour (1/32) A.Schmiedlová \|\| style="text-align:left;" \| Errani Vinci | 2e tour (1/16) Plíšková \|\| style="text-align:left;" \| Husárová Kania      | 1er tour (1/32) Plíšková \|\| style="text-align:left;" \| Niculescu Savchuk            | 1er tour (1/32) Lisicki \|\| style="text-align:left;" \| Barthel Siegemund  |                                                                        |           |                                                                                  |         |
| 2016  | 1/2 finale Görges \|\| style="text-align:left;" \| Hingis Mirza             | 3e tour (1/8) Görges \|\| style="text-align:left;" \| Makarova Vesnina       | 1/2 finale Görges \|\| style="text-align:left;" \| Williams                            | 3e tour (1/8) Görges \|\| style="text-align:left;" \| Mattek-Sands Šafářová |                                                                        |           |                                                                                  |         |
| 2017  | 1er tour (1/32) Görges \|\| style="text-align:left;" \| Klepač Martínez     | —                                                                            | —                                                                                      | —                                                                           | —                                                                      | —         | —                                                                                |         |
|       |                                                                             |                                                                              |                                                                                        |                                                                             |                                                                        |           |                                                                                  |         |
| 2021  | —                                                                           | —                                                                            | 1/4 de finale Kr. Plíšková \|\| style="text-align:left;" \| B. Krejčíková K. Siniaková | —                                                                           | —                                                                      | —         | —                                                                                |         |
|       |                                                                             |                                                                              |                                                                                        |                                                                             |                                                                        |           |                                                                                  |         |
| 2023  | —                                                                           | —                                                                            | —                                                                                      | —                                                                           | —                                                                      | —         | 1/8 de finale D. Vekić \|\| style="text-align:left;" \| L. Fernandez T. Townsend |         |

N.B. : le nom du ou de la partenaire se trouve sous le résultat ; les noms des ultimes adversaires se trouvent à droite.

### En double mixte
| Année | Open d'Australie | Open d'Australie | Internationaux de France | Internationaux de France | Wimbledon                                                                         | Wimbledon | US Open | US Open |
| ----- | ---------------- | ---------------- | ------------------------ | ------------------------ | --------------------------------------------------------------------------------- | --------- | ------- | ------- |
| 2014  | —                | —                | —                        | —                        | 2e tour (1/16) O. Marach \|\| style="text-align:left;" \| V. Dushevina A. Qureshi | —         | —       |         |

N.B. : le nom du ou de la partenaire se trouve sous le résultat ; les noms des ultimes adversaires se trouvent à droite.

## Parcours en «Premier» et WTA 1000
Les tournois WTA « Premier Mandatory » et « Premier 5 » (entre 2009 et 2020) et WTA 1000 (à partir de 2021) constituent les catégories d'épreuves les plus prestigieuses, après les quatre levées du Grand Chelem.

### En simple dames
| Année |       |                              |                              |                               |                               |                                  |                               |                            |                               |                              |  |                             |
| Doha  | Dubaï | Indian Wells                 | Miami                        | Madrid                        | Rome                          | Canada                           | Cincinnati                    | Pékin                      |                               | Tokyo                        |  |                             |
| Doha  | Dubaï | Indian Wells                 | Miami                        | Madrid                        | Rome                          | Canada                           | Cincinnati                    | Pékin                      | Wuhan                         |                              |  |                             |
| Doha  | Dubaï | Indian Wells                 | Miami                        | Madrid                        | Rome                          | Canada                           | Cincinnati                    | Pékin                      | Guadalajara                   |                              |  |                             |
| 2011  |       | WTA 500                      |                              |                               |                               |                                  |                               |                            |                               |                              |  | 1er tour (1/32) I.C. Begu   |
| 2013  |       |                              | WTA 500                      |                               | 2e tour (1/32) C. Wozniacki   |                                  |                               |                            |                               |                              |  |                             |
| 2014  |       | 2e tour (1/16) A. Kerber     | WTA 500                      | 3e tour (1/16) Li N.          | 1er tour (1/64) Peng S.       | 1er tour (1/32) S. Lisicki       |                               | 2e tour (1/16) C. Suárez   |                               | 1er tour (1/32) P. Hercog    |  | 3e tour (1/8) P. Kvitová    |
| 2015  |       | WTA 500                      | Finale S. Halep              | 4e tour (1/8) S. Halep        | 1/4 de finale A. Petkovic     | 2e tour (1/16) C. Garcia         | 1er tour (1/32) T. Bacsinszky | 1er tour (1/32) M. Lučić   | 3e tour (1/8) J. Janković     | 1er tour (1/32) S. Stephens  |  | 1/4 de finale R. Vinci      |
| 2016  |       | 1er tour (1/32) M. Gasparyan | WTA 500                      | 1/2 finale V. Azarenka        | 2e tour (1/32) T. Babos       | 2e tour (1/16) C. McHale         | 1er tour (1/32) D. Kasatkina  | 3e tour (1/8) S. Halep     | Victoire A. Kerber            | 3e tour (1/8) J. Konta       |  | 3e tour (1/8) D. Cibulková  |
| 2017  |       | WTA 500                      | 2e tour (1/16) K. Mladenovic | 1/2 finale S. Kuznetsova      | 1/2 finale C. Wozniacki       | 2e tour (1/16) A. Sevastova      | 1/4 de finale E. Svitolina    | 1/4 de finale C. Wozniacki | 1/2 finale G. Muguruza        | 3e tour (1/8) S. Cîrstea     |  | 1/4 de finale A. Barty      |
| 2018  |       | 3e tour (1/8) C. Bellis      | WTA 500                      | 1/4 de finale N. Osaka        | 1/4 de finale V. Azarenka     | 1/2 finale P. Kvitová            | 2e tour (1/16) M. Sákkari     | 2e tour (1/16) K. Bertens  | 2e tour (1/16) A. Sabalenka   | 3e tour (1/8) Wang Q.        |  | 2e tour (1/16) Wang Q.      |
| 2019  |       | WTA 500                      | 1/4 de finale Hsieh S-w.     | 1/4 de finale B. Bencic       | Finale A. Barty               | 2e tour (1/16) K. Kozlova        | Victoire J. Konta             | 1/4 de finale B. Andreescu | 1/4 de finale S. Kuznetsova   | 1er tour (1/32) J. Ostapenko |  | 3e tour (1/8) D. Yastremska |
| 2020  |       | 3e tour (1/8) O. Jabeur      | WTA 500                      | Annulé                        | Annulé                        | Annulé                           | Finale S. Halep               | Annulé                     | 2e tour (1/16) V. Kudermetova | Annulé                       |  | Annulé                      |
|       |       | WTA 1000                     |                              |                               |                               |                                  |                               |                            |                               |                              |  |                             |
| 2021  |       | WTA 500                      | 3e tour (1/8) J. Pegula      | 3e tour (1/16) B. Haddad Maia | 3e tour (1/16) J. Pegula      | 2e tour (1/16) A. Pavlyuchenkova | Finale I. Świątek             | Finale C. Giorgi           | 1/2 finale J. Teichmann       | Annulé                       |  | Annulé                      |
| 2022  |       |                              | WTA 500                      | 2e tour (1/32) D. Kovinić     | 2e tour (1/32) A. Kalinskaya  | 1er tour (1/32) M. Bouzková      | 2e tour (1/16) J. Teichmann   | 1/2 finale B. Haddad Maia  | 2e tour (1/16) E. Mertens     | Hors calendrier              |  | 1er tour (1/32) E. Rybakina |
| 2023  |       | WTA 500                      | 1/4 de finale Forfait        | 1/8 de finale M. Sákkari      | 3e tour (1/16) M. Vondroušová |                                  | 2e tour (1/32) A. Bondár      | 2e tour (1/16) I. Świątek  | 1er tour (1/32) J. Ostapenko  |                              |  | 2e tour (1/16) H. Baptiste  |
| 2024  |       | 1/2 finale Forfait           | 3e tour (1/8) C. Gauff       | 1er tour (1/64) A. Blinkova   | 1er tour (1/64) D. Vekić      |                                  |                               | 2e tour (1/16) J. Pegula   | 2e tour (1/16) M. Andreeva    |                              |  |                             |

Sous le résultat, l’ultime adversaire.
1. 1 2   Les tournois de Doha et Dubaï alternent le statut de tournoi WTA 1000 (ex Premier 5) entre 2009 et 2023 : les trois premières éditions ont lieu à Dubaï, les trois suivantes à Doha, puis Dubaï accueille le tournoi de cette catégorie les années impaires et Dubaï les années paires. De 2011 à 2023, la ville qui n’accueille pas de WTA 1000 organise à la place un tournoi WTA 500 (ex Premier).
2. 1 2 3 4 5 6 7 8   L’ordre de déroulement des tournois a évolué depuis 2009 : Rome se dispute avant Madrid et Cincinnati avant Montréal/Toronto jusqu’en 2010, tandis que Tokyo (2009-2013)-Wuhan (2014-2019, 2024-)-Guadalajara (2022-2023) ont lieu avant Pékin jusqu’en 2023.
3. 1 2 3 4 5 6 7 8  Du fait de la pandémie de Covid-19, les tournois d’Indian Wells, de Miami, de Madrid, du Canada, de Wuhan et de Pékin sont annulés en 2020. Ces deux derniers le sont également en 2021. Pour des raisons d’organisation, le tournoi de Cincinnati 2020 a exceptionnellement lieu à Flushing Meadows à New York.
4. ↑  Le 1er décembre 2021, le président de la WTA, Steve Simon, annonce que tous les tournois prévus en Chine et à Hong Kong sont suspendus à partir de 2022, en raison de préoccupations concernant la sécurité et le bien-être de la joueuse de tennis chinoise Peng Shuai après ses allégations de relations sexuelles non-consenties avec Zhang Gaoli, membre de haut rang du Parti communiste chinois. Le tournoi de Pékin revient en 2023. Le tournoi de Guadalajara remplace celui de Wuhan pendant deux ans, ce dernier réapparaissant en 2024.

Nota: à partir de 2024, le nombre de tournois de cette catégorie passe à 10 par saison et l'alternance entre Dubaï et Doha est supprimée. Le codage Wiki actuel ne permet l'affichage que du résultat de Dubaï si la joueuse a également joué Doha.

## Parcours aux Masters

### En simple dames
| # | Date       | Nom de l'édition                              | ($)        | Surface    | Résultat               | Ultime(s) adversaire(s) | Score          |          |
| - | ---------- | --------------------------------------------- | ---------- | ---------- | ---------------------- | ----------------------- | -------------- | -------- |
| 1 | 23/10/2016 | BNP Paribas WTA Finals by SC Global Singapour | 7 000 000  | Dur (int.) | Round Robin (victoire) | Garbiñe Muguruza        | 6-2, 64-7, 7-5 | Parcours |
| 1 | 23/10/2016 | BNP Paribas WTA Finals by SC Global Singapour | 7 000 000  | Dur (int.) | Round Robin (défaite)  | Svetlana Kuznetsova     | 3-6, 6-2, 7-66 | Parcours |
| 1 | 23/10/2016 | BNP Paribas WTA Finals by SC Global Singapour | 7 000 000  | Dur (int.) | Round Robin (défaite)  | Agnieszka Radwańska     | 7-5, 6-3       | Parcours |
| 2 | 22/10/2017 | BNP Paribas WTA Finals by SC Global Singapour | 7 000 000  | Dur (int.) | 1/2 finale             | Caroline Wozniacki      | 7-69, 6-3      | Parcours |
| 3 | 21/10/2018 | BNP Paribas WTA Finals by SC Global Singapour | 7 000 000  | Dur (int.) | 1/2 finale             | Sloane Stephens         | 0-6, 6-4, 6-1  | Parcours |
| 4 | 27/10/2019 | Shiseido WTA Finals Shenzhen Shenzhen         | 14 000 000 | Dur (int.) | 1/2 finale             | Ashleigh Barty          | 4-6, 6-2, 6-3  | Parcours |
| 5 | 10/11/2021 | Akron WTA Finals Guadalajara                  | 5 000 000  | Dur (ext.) | Round Robin (victoire) | Garbiñe Muguruza        | 4-6, 6-2, 7-66 | Parcours |
| 5 | 10/11/2021 | Akron WTA Finals Guadalajara                  | 5 000 000  | Dur (ext.) | Round Robin (défaite)  | Anett Kontaveit         | 4-6, 0-6       | Parcours |
| 5 | 10/11/2021 | Akron WTA Finals Guadalajara                  | 5 000 000  | Dur (ext.) | Round Robin (victoire) | Barbora Krejčíková      | 0-6, 6-4, 6-4  | Parcours |

### En double dames
| # | Date       | Nom de l'édition                              | ($)       | Surface    | Résultat      | Partenaire   | Ultimes adversaires                 | Score    |          |
| - | ---------- | --------------------------------------------- | --------- | ---------- | ------------- | ------------ | ----------------------------------- | -------- | -------- |
| 1 | 23/10/2016 | BNP Paribas WTA Finals by SC Global Singapour | 7 000 000 | Dur (int.) | 1/4 de finale | Julia Görges | Caroline Garcia Kristina Mladenovic | 6-4, 6-2 | Parcours |

## Parcours aux Jeux olympiques

### En simple dames
| # | Date       | Nom de l'olympiade         | Surface    | Résultat       | Ultime adversaire | Score    |          |
| - | ---------- | -------------------------- | ---------- | -------------- | ----------------- | -------- | -------- |
| 1 | 31/07/2021 | Olympic Tennis Event Tokyo | Dur (ext.) | 1/8e de finale | Camila Giorgi     | 6-4, 6-2 | Parcours |

### En double dames
| # | Date       | Nom de l'olympiade         | Surface    | Résultat       | Partenaire          | Ultimes adversaires         | Score             |          |
| - | ---------- | -------------------------- | ---------- | -------------- | ------------------- | --------------------------- | ----------------- | -------- |
| 1 | 31/07/2021 | Olympic Tennis Event Tokyo | Dur (ext.) | 1/8e de finale | Markéta Vondroušová | Laura Pigossi Luisa Stefani | 2-6, 6-4, [13-11] | Parcours |

## Parcours en Fed Cup
| #                                                                           | Date       | Lieu        | Surface             | Gagnante(s)                           | Perdante(s)                         | Score           |          |
| --------------------------------------------------------------------------- | ---------- | ----------- | ------------------- | ------------------------------------- | ----------------------------------- | --------------- | -------- |
|                                                                             |            |             |                     |                                       |                                     |                 |          |
| 2015 - 1er tour (groupe mondial) - Canada - République tchèque - 0 : 4      |            |             |                     |                                       |                                     |                 |          |
| 1                                                                           | 07/02/2015 | Québec      | Dur (int.)          | Karolína Plíšková                     | Françoise Abanda                    | 6-2, 6-4        | Parcours |
| 1                                                                           | 07/02/2015 | Québec      | Dur (int.)          | Karolína Plíšková                     | Gabriela Dabrowski                  | 6-4, 6-2        | Parcours |
|                                                                             |            |             |                     |                                       |                                     |                 |          |
| 2015 - Finale (groupe mondial) - République tchèque - Russie - 3 : 2        |            |             |                     |                                       |                                     |                 |          |
| 2                                                                           | 14/11/2015 | Prague      | Dur (int.)          | Maria Sharapova                       | Karolína Plíšková                   | 6-3, 6-4        | Parcours |
| 2                                                                           | 14/11/2015 | Prague      | Dur (int.)          | Karolína Plíšková                     | A. Pavlyuchenkova                   | 6-3, 6-4        | Parcours |
| 2                                                                           | 14/11/2015 | Prague      | Dur (int.)          | Karolína Plíšková Barbora Z. Strýcová | A. Pavlyuchenkova Elena Vesnina     | 4-6, 6-3, 6-2   | Parcours |
|                                                                             |            |             |                     |                                       |                                     |                 |          |
| 2016 - 1er tour (groupe mondial) - Roumanie - République tchèque - 2 : 3    |            |             |                     |                                       |                                     |                 |          |
| 3                                                                           | 06/02/2016 | Cluj-Napoca | Dur (int.)          | Karolína Plíšková                     | Simona Halep                        | 6-74, 6-4, 6-2  | Parcours |
| 3                                                                           | 06/02/2016 | Cluj-Napoca | Dur (int.)          | Karolína Plíšková                     | Monica Niculescu                    | 6-4, 4-6, 6-3   | Parcours |
| 3                                                                           | 06/02/2016 | Cluj-Napoca | Dur (int.)          | Karolína Plíšková Barbora Strýcová    | Andreea Mitu Raluca Olaru           | 6-2, 6-3        | Parcours |
|                                                                             |            |             |                     |                                       |                                     |                 |          |
| 2016 - 1/2 finale (groupe mondial) - Suisse - République tchèque - 2 : 3    |            |             |                     |                                       |                                     |                 |          |
| 4                                                                           | 16/04/2016 | Lucerne     | Dur (int.)          | Viktorija Golubic                     | Karolína Plíšková                   | 3-6, 6-4, 6-4   | Parcours |
| 4                                                                           | 16/04/2016 | Lucerne     | Dur (int.)          | Karolína Plíšková                     | Timea Bacsinszky                    | 6-4, 6-2        | Parcours |
| 4                                                                           | 16/04/2016 | Lucerne     | Dur (int.)          | Lucie Hradecká Karolína Plíšková      | Viktorija Golubic Martina Hingis    | 6-2, 6-2        | Parcours |
|                                                                             |            |             |                     |                                       |                                     |                 |          |
| 2016 - Finale (groupe mondial) - France - République tchèque - 2 : 3        |            |             |                     |                                       |                                     |                 |          |
| 5                                                                           | 12/11/2016 | Strasbourg  | Dur (int.)          | Karolína Plíšková                     | Kristina Mladenovic                 | 6-3, 4-6, 16-14 | Parcours |
| 5                                                                           | 12/11/2016 | Strasbourg  | Dur (int.)          | Caroline Garcia                       | Karolína Plíšková                   | 6-3, 3-6, 6-3   | Parcours |
| 5                                                                           | 12/11/2016 | Strasbourg  | Dur (int.)          | Karolína Plíšková Barbora Strýcová    | Caroline Garcia Kristina Mladenovic | 7-5, 7-5        | Parcours |
|                                                                             |            |             |                     |                                       |                                     |                 |          |
| 2017 - 1er tour (groupe mondial) - République tchèque - Espagne : 3 : 2     |            |             |                     |                                       |                                     |                 |          |
| 6                                                                           | 11/02/2017 | Ostrava     | Dur (int.)          | Karolína Plíšková                     | Lara Arruabarrena                   | 6-4, 7-5        | Parcours |
| 6                                                                           | 11/02/2017 | Ostrava     | Dur (int.)          | Karolína Plíšková                     | Garbiñe Muguruza                    | 6-2, 6-2        | Parcours |
|                                                                             |            |             |                     |                                       |                                     |                 |          |
| 2018 - 1/2 finale (groupe mondial) - Allemagne - République tchèque - 1 - 4 |            |             |                     |                                       |                                     |                 |          |
| 7                                                                           | 21/04/2018 | Stuttgart   | Terre battue (int.) | Karolína Plíšková                     | Angelique Kerber                    | 7-5, 6-3        | Parcours |
| 7                                                                           | 21/04/2018 | Stuttgart   | Terre battue (int.) | Julia Görges                          | Karolína Plíšková                   | 6-4, 6-2        | Parcours |

## Classements WTA en fin de saison
| Année          | 2006 | 2007 | 2008 | 2009 | 2010 | 2011 | 2012 | 2013 | 2014 | 2015 | 2016 | 2017 | 2018 | 2019 | 2020 | 2021 | 2022 | 2023 | 2024 |
| Rang en simple | 1168 | 860  | 427  | 228  | 203  | 159  | 120  | 67   | 24   | 11   | 6    | 4    | 8    | 2    | 6    | 4    | 32   | 37   | 41   |
| Rang en double | –    | 917  | 818  | –    | 364  | 130  | 102  | 77   | 46   | 46   | 11   | 414  | 208  | 96   | 86   | 124  | 329  | 234  | –    |

Source : (en) Classements de Karolína Plíšková sur le site officiel de la Fédération internationale de tennis

### Périodes au rang de numéro un mondiale
| # | Précédée par     | Dates                   | Suivie par       | Nombre de semaines | Cumul |
| - | ---------------- | ----------------------- | ---------------- | ------------------ | ----- |
| 1 | Angelique Kerber | 17/07/2017 - 10/09/2017 | Garbiñe Muguruza | 8                  | 8     |

## Records et statistiques

### Confrontations avec ses principales adversaires
Confrontations lors des différents tournois WTA avec ses principales adversaires (5 confrontations minimum et avoir été membre du top 10). Classement par pourcentage de victoires. Situation au 12 juillet 2025 :
Les joueuses retraitées sont en gris.
| Joueuse              | Meilleur classement | Confrontations | Victoires | Défaites | Pourcentage de victoires | Dernière confrontation                         |
| -------------------- | ------------------- | -------------- | --------- | -------- | ------------------------ | ---------------------------------------------- |
| Agnieszka Radwańska  | 2                   | 8              | 1         | 7        | 12,5                     | victoire (6-3, 6-3) à Cincinnati 2018          |
| Sloane Stephens      | 3                   | 7              | 1         | 6        | 14,3                     | défaite (3-6, 2-6) à Rouen 2024                |
| Jessica Pegula       | 3                   | 6              | 1         | 5        | 17,7                     | défaite (5-7, 4-6) à l'Open du Canada 2024     |
| Ashleigh Barty       | 1                   | 6              | 2         | 4        | 33,3                     | défaite (6-4, 2-6, 3-6) au Masters 2019        |
| Simona Halep         | 1                   | 12             | 4         | 8        | 33,3                     | défaite (0-6, 1-2 ab.) à Rome 2020             |
| Petra Kvitová        | 2                   | 6              | 2         | 4        | 33,3                     | défaite (3-6, 4-6) à Berlin 2023               |
| Caroline Wozniacki   | 1                   | 10             | 4         | 6        | 40                       | victoire (6-2, 6-4) au Masters 2018            |
| Svetlana Kuznetsova  | 2                   | 5              | 2         | 3        | 40                       | défaite (6-3, 62-7, 3-6) à Cincinnati 2019     |
| Aryna Sabalenka      | 1                   | 5              | 2         | 3        | 40                       | défaite (1-6, 6-7) à l'US Open 2022            |
| Dominika Cibulková   | 4                   | 5              | 2         | 3        | 40                       | victoire (6-2, 3-6, 6-3) à Dubaï 2019          |
| Angelique Kerber     | 1                   | 12             | 5         | 7        | 41,6                     | victoire (6-1, 6-4) à Eastbourne 2019          |
| Caroline Garcia      | 4                   | 7              | 3         | 4        | 42,8                     | défaite (1-6, 62-7) à l'US Open 2020           |
| Jeļena Ostapenko     | 5                   | 11             | 5         | 6        | 45,5                     | défaite (2-6, 6-4, 3-6) à Brisbane 2024        |
| Coco Vandeweghe      | 9                   | 6              | 3         | 3        | 50                       | victoire (7-62, 6-4) à Stuttgart 2018          |
| Kiki Bertens         | 4                   | 6              | 3         | 3        | 50                       | victoire (6-1, 6-2) à Eastbourne 2019          |
| Elina Svitolina      | 3                   | 10             | 5         | 5        | 50                       | défaite (6-3, 4-6, 2-6) à Roland-Garros 2024   |
| Victoria Azarenka    | 1                   | 9              | 5         | 4        | 55,5                     | victoire (7-5, 65-7, 6-2) à l'US Open 2022     |
| Carla Suárez Navarro | 6                   | 7              | 4         | 3        | 57,1                     | victoire (5-7, 6-2, 6-4) à Dubaï 2018          |
| María Sákkari        | 3                   | 7              | 4         | 3        | 57,1                     | victoire (6-2, 6-3) à Stuttgart 2023           |
| Timea Bacsinszky     | 8                   | 5              | 3         | 2        | 60                       | victoire (6-2, 6-1) à Tianjin 2018             |
| Kristina Mladenovic  | 10                  | 5              | 3         | 2        | 60                       | victoire (6-1, 7-5) à l'Open d'Australie 2020  |
| Naomi Osaka          | 1                   | 7              | 5         | 2        | 71,4                     | victoire (7-66, 7-65) à Doha 2024              |
| Johanna Konta        | 4                   | 8              | 6         | 2        | 75                       | défaite (7-61, 3-6, 5-7) à l'US Open 2019      |
| Lucie Šafářová       | 5                   | 8              | 6         | 2        | 75                       | victoire (7-66, 7-5) à l'Open d'Australie 2018 |
| Garbiñe Muguruza     | 1                   | 10             | 8         | 2        | 80                       | victoire (6-3, 6-1) à l'Open d'Australie 2019  |
| Amanda Anisimova     | 7                   | 6              | 5         | 1        | 83,3                     | victoire (6-1, 6-1) à l'Open du Canada 2022    |
| Ana Ivanović         | 1                   | 5              | 5         | 0        | 100                      | victoire (6-4, 6-2) à Stuttgart 2016           |

### Victoires sur le top 10
Toutes ses victoires sur des joueuses classées dans le top 10 de la WTA lors de la rencontre.
| Légende             |
| Grand Chelem        |
| Masters             |
| Premier* / WTA 1000 |
| Premier / WTA 500   |
| Intern'l / WTA 250  |
| Fed Cup             |

| #  |       |  | Tournoi      | Année | Surface             |                    | Adversaire           | Rang   | Tour          | Score            | Tableau |
| -- | ----- |  | ------------ | ----- | ------------------- | ------------------ | -------------------- | ------ | ------------- | ---------------- | ------- |
| 1  | no 64 |  | Nuremberg    | 2014  | Terre battue        |                    | Angelique Kerber     | no 9   | 1/4           | 7-65, 6-4        | Tableau |
| 2  | no 42 |  | US Open      | 2014  | Dur                 |                    | Ana Ivanović         | no 9   | 1/32          | 7-5, 6-4         | Tableau |
| 3  | no 22 |  | Sydney       | 2015  | Dur                 |                    | Angelique Kerber     | no 9   | 1/2           | 6-3, 6-2         | Tableau |
| 4  | no 18 |  | Dubaï        | 2015  | Dur                 |                    | Ana Ivanović         | no 6   | 1/2           | 6-2, 4-6, 6-4    | Tableau |
| 5  | no 12 |  | Birmingham   | 2015  | Gazon               |                    | Carla Suárez Navarro | no 9   | 1/4           | 6-2, 6-2         | Tableau |
| 6  | no 13 |  | Fed Cup      | 2016  | Dur (int.)          |                    | Simona Halep         | no 3   | 1/4           | 64-7, 6-4, 6-2   | Tableau |
| 7  | no 17 |  | Cincinnati   | 2016  | Dur                 |                    | Svetlana Kuznetsova  | no 10  | 1/4           | 6-3, 4-6, 6-2    | Tableau |
| 8  | no 17 |  | Cincinnati   | 2016  | Dur                 | Garbiñe Muguruza   | no 3                 | 1/2    | 6-1, 6-3      |                  | Tableau |
| 9  | no 17 |  | Cincinnati   | 2016  | Dur                 | Angelique Kerber   | no 2                 | Finale | 6-3, 6-1      |                  | Tableau |
| 10 | no 11 |  | US Open      | 2016  | Dur                 |                    | Venus Williams       | no 6   | 1/8           | 4-6, 6-4, 7-63   | Tableau |
| 11 | no 11 |  | US Open      | 2016  | Dur                 | Serena Williams    | no 1                 | 1/2    | 6-2, 7-65     |                  | Tableau |
| 12 | no 5  |  | Masters      | 2016  | Dur (int.)          |                    | Garbiñe Muguruza     | no 6   | Poules        | 6-2, 64-7, 7-5   | Tableau |
| 13 | no 3  |  | Fed Cup      | 2017  | Dur (int.)          |                    | Garbiñe Muguruza     | no 7   | 1/4           | 6-2, 6-2         | Tableau |
| 14 | no 3  |  | Doha         | 2017  | Dur                 |                    | Dominika Cibulková   | no 5   | 1/2           | 6-4, 4-6, 6-3    | Tableau |
| 15 | no 3  |  | Indian Wells | 2017  | Dur                 |                    | Garbiñe Muguruza     | no 7   | 1/4           | 7-62, 7-65       | Tableau |
| 16 | no 3  |  | Eastbourne   | 2017  | Gazon               |                    | Svetlana Kuznetsova  | no 8   | 1/4           | 67-7, 6-2, 6-4   | Tableau |
| 17 | no 3  |  | Eastbourne   | 2017  | Gazon               | Caroline Wozniacki | no 6                 | Finale | 6-4, 6-4      |                  | Tableau |
| 18 | no 1  |  | Cincinnati   | 2017  | Dur                 |                    | Caroline Wozniacki   | no 5   | 1/4           | 6-2, 6-4         | Tableau |
| 19 | no 3  |  | Masters      | 2017  | Dur (int.)          |                    | Venus Williams       | no 5   | Poules        | 6-2, 6-2         | Tableau |
| 20 | no 3  |  | Masters      | 2017  | Dur (int.)          | Garbiñe Muguruza   | no 2                 | Poules | 6-2, 6-2      |                  | Tableau |
| 21 | no 6  |  | Stuttgart    | 2018  | Terre battue (int.) |                    | Jeļena Ostapenko     | no 5   | 1/4           | 5-7, 7-5, 6-4    | Tableau |
| 22 | no 6  |  | Madrid       | 2018  | Terre battue        |                    | Sloane Stephens      | no 9   | 1/8           | 6-2, 6-3         | Tableau |
| 23 | no 6  |  | Madrid       | 2018  | Terre battue        | Simona Halep       | no 1                 | 1/4    | 6-4, 6-3      |                  | Tableau |
| 24 | no 8  |  | Tokyo        | 2018  | Dur                 |                    | Naomi Osaka          | no 7   | Finale        | 6-4, 6-4         | Tableau |
| 25 | no 8  |  | Masters      | 2018  | Dur (int.)          |                    | Caroline Wozniacki   | no 3   | Poules        | 6-2, 6-4         | Tableau |
| 26 | no 8  |  | Masters      | 2018  | Dur (int.)          | Petra Kvitová      | no 5                 | Poules | 6-3, 6-4      |                  | Tableau |
| 27 | no 7  |  | Miami        | 2019  | Dur                 |                    | Simona Halep         | no 3   | 1/2           | 7-5, 6-1         | Tableau |
| 28 | no 3  |  | Eastbourne   | 2019  | Gazon               |                    | Kiki Bertens         | no 4   | 1/2           | 6-1, 6-2         | Tableau |
| 29 | no 3  |  | Eastbourne   | 2019  | Gazon               | Angelique Kerber   | no 5                 | Finale | 6-1, 6-4      |                  | Tableau |
| 30 | no 2  |  | Masters      | 2019  | Dur (int.)          |                    | Bianca Andreescu     | no 4   | Poules        | 6-3 ab.          | Tableau |
| 31 | no 2  |  | Masters      | 2019  | Dur (int.)          | Simona Halep       | no 5                 | Poules | 6-0, 2-6, 6-4 |                  | Tableau |
| 32 | no 2  |  | Brisbane     | 2020  | Dur                 |                    | Naomi Osaka          | no 4   | 1/2           | 610-7, 7-63, 6-2 | Tableau |
| 33 | no 13 |  | Wimbledon    | 2021  | Gazon               |                    | Aryna Sabalenka      | no 4   | 1/2           | 5-7, 6-4, 6-4    | Tableau |
| 34 | no 6  |  | Canada       | 2021  | Dur                 |                    | Aryna Sabalenka      | no 3   | 1/2           | 6-3, 6-4         | Tableau |
| 35 | no 8  |  | Masters      | 2021  | Dur                 |                    | Garbiñe Muguruza     | no 5   | Poules        | 4-6, 6-2, 7-66   | Tableau |
| 36 | no 8  |  | Masters      | 2021  | Dur                 | Barbora Krejčíková | no 3                 | Poules | 0-6, 6-4, 6-4 |                  | Tableau |
| 37 | no 14 |  | Canada       | 2022  | Dur                 |                    | Maria Sakkari        | no 4   | 1/8           | 6-1, 67-7, 6-3   | Tableau |
| 38 | no 18 |  | Dubaï        | 2023  | Dur                 |                    | María Sákkari        | no 7   | 1/16          | 6-1, 6-2         | Tableau |
| 39 | no 17 |  | Stuttgart    | 2023  | Terre battue        |                    | María Sákkari        | no 7   | 1/16          | 6-2, 6-3         | Tableau |
| 40 | no 50 |  | Nottingham   | 2024  | Gazon               |                    | Ons Jabeur           | no 10  | 1/4           | 7-68, 63-7, 7-5  | Tableau |